# Liste der Kulturdenkmale in Leutzsch (A–K)
Die Liste der Kulturdenkmale in Leutzsch enthält die Kulturdenkmale des Leipziger Stadtteils Leutzsch, die in der Denkmalliste vom Landesamt für Denkmalpflege Sachsen mit Stand 2017 erfasst wurden.
Aus Platzgründen ist diese Liste geteilt. In dieser Liste sind die Kulturdenkmale in den Straßen mit den Anfangsbuchstaben A–K erfasst. Die Kulturdenkmale in den Straßen L–Z sind in der Liste der Kulturdenkmale in Leutzsch (L–Z) aufgeführt.

## Legende
- Bild: Bild des Kulturdenkmals, ggf. zusätzlich mit einem Link zu weiteren Fotos des Kulturdenkmals im Medienarchiv Wikimedia Commons. Wenn man auf das Kamerasymbol klickt, können Fotos zu Kulturdenkmalen aus dieser Liste hochgeladen werden:
- Bezeichnung: Denkmalgeschützte Objekte und ggf. Bauwerksname des Kulturdenkmals
- Lage: Straßenname und Hausnummer oder Flurstücknummer des Kulturdenkmals. Die Grundsortierung der Liste erfolgt nach dieser Adresse. Der Link (Karte) führt zu verschiedenen Kartendiensten mit der Position des Kulturdenkmals. Fehlt dieser Link, wurden die Koordinaten noch nicht eingetragen. Sind diese bekannt, können sie über ein Tool mit einer Kartenansicht einfach nachgetragen werden. In dieser Kartenansicht sind Kulturdenkmale ohne Koordinaten mit einem roten bzw. orangen Marker dargestellt und können durch Verschieben auf die richtige Position in der Karte mit Koordinaten versehen werden. Kulturdenkmale ohne Bild sind an einem blauen bzw. roten Marker erkennbar.
- Datierung: Baubeginn, Fertigstellung, Datum der Erstnennung oder grobe zeitliche Einordnung entsprechend des Eintrags in der sächsischen Denkmaldatenbank
- Beschreibung: Kurzcharakteristik des Kulturdenkmals entsprechend des Eintrags in der sächsischen Denkmaldatenbank, ggf. ergänzt durch die dort nur selten veröffentlichten Erfassungstexte oder zusätzliche Informationen
- ID: Vom Landesamt für Denkmalpflege Sachsen vergebene, das Kulturdenkmal eindeutig identifizierende Objekt-Nummer. Der Link führt zum PDF-Denkmaldokument des Landesamtes für Denkmalpflege Sachsen. Bei ehemaligen Kulturdenkmalen können die Objektnummern unbekannt sein und deshalb fehlen bzw. die Links von aus der Datenbank entfernten Objektnummern ins Leere führen. Ein ggf. vorhandenes Icon  führt zu den Angaben des Kulturdenkmals bei Wikidata.

## Liste der Kulturdenkmale in Leutzsch
| Bild                                    | Bezeichnung | Lage                                                                            | Datierung | Beschreibung | ID       |
| --------------------------------------- | --- | ------------------------------------------------------------------------------- | --- | --- | -------- |
| Weitere Bilder                          | Doppelmietshaus in offener Bebauung, mit Vorgarten | Am langen Felde 1; 3 (Karte)                                                    | 1898 (Doppelmietshaus) | historisierende Putzfassade, zur Straße turmartiger Vorbau, rückseitig Veranden mit Resten von Bleiverglasung, Wohnungstüren mit farbigem Oberlicht, baugeschichtlich von Bedeutung | 09292236 |
|                                         | Mehrfamilienhäuser einer Wohnanlage, mit Vorgarten und seitlicher Einfriedungsmauer | Am langen Felde 2; 4; 6 (Karte)                                                 | 1930 (Wohnblock) | Putzfassade, Anklänge an den Stil der Moderne, Treppenhausfenster mit geätzter Verglasung, baugeschichtlich von Bedeutung (vergleiche auch Georg-Schwarz-Straße 95–99) | 09292237 |
|                                         | Villa Buchheim mit Einfriedung, Toreinfahrt und Pforte sowie Villengarten mit Gartenlaube | Am langen Felde 7 (Karte)                                                       | 1901–1902 (Villa) | benannt nach dem Arzt Paul Buchheim als Bauherr; eines der bedeutendsten Jugendstil-Gebäude Leipzigs; reich gestaltete Putzfassade, rückwärtige Terrasse, bleiverglaste Fenster im Salon und im Treppenhaus, originale Ausstattung, Garten mit Teich, Plastik, altem Baumbestand und Wegesystem; baugeschichtlich und ortsgeschichtlich von Bedeutung | 09292238 |
|                                         | Villa mit Vorgarten und Einfriedung | Am langen Felde 8 (Karte)                                                       | um 1915 (Villa) | Putzfassade, ein großes Bleiglasfenster, schmiedeeiserne Balkongitter, Reformarchitektur, baugeschichtlich von Bedeutung | 09297852 |
|                                         | Wohnhaus in offener Bebauung, mit Vorgarten und Einfriedung | Am langen Felde 10 (Karte)                                                      | 1937–1938 (Wohnhaus) | zeittypische Putzfassade, bleiverglaste Treppenhausfenster, Terrazzo im Eingangsbereich, baugeschichtlich von Bedeutung | 09292239 |
|                                         | Villa mit Einfriedung, Toreinfahrt, Pforte und Garten (mit Neugierde/Aussichtsplatz) | Am langen Felde 13 (Karte)                                                      | 1896 (Villa) | Villa im Landhausstil, Putzfassade, verbretterte Giebel, baugeschichtlich von Bedeutung | 09291885 |
|                                         | Villa mit Garten und Einfriedung | Am langen Felde 15 (Karte)                                                      | 1896 (Villa) | im Landhausstil, Putzfassade mit verbrettertem Giebel, Terrasse, bleiverglaste Windfangtür, baugeschichtlich von Bedeutung | 09291886 |
|                                         | Mietvilla, mit Vorgarten | Am langen Felde 17 (Karte)                                                      | 1896 (Mietvilla) | historisierende Putz-Klinker-Fassade mit Veranda, baugeschichtlich von Bedeutung | 09291887 |
|                                         | Mietvilla in halboffener Bebauung, mit Vorgarten | Am langen Felde 19 (Karte)                                                      | 1921 (Mietvilla) | Putzfassade, Eckerker, siehe auch Am langen Felde 21, baugeschichtlich von Bedeutung | 09291888 |
|                                         | Mietvilla in halboffener Bebauung, mit Vorgarten | Am langen Felde 21 (Karte)                                                      | bezeichnet 1896 (Mietvilla)                                                                                                  | historisierende Putzfassade, mit Eckturm, siehe auch Am langen Felde 19, baugeschichtlich von Bedeutung In einer Reihe mit weiteren malerischen Landhausbauten entstand in der damaligen Lindenstraße 21 das Wohngebäude eines Doppelhauses für den Lehrer Gustav Otto Max Dalbazi, der sich des wichtigen Leipziger Architekten Georg Wünschmann versicherte. Der Bauantrag vom 7. März 1896 war bereits acht Monate später umgesetzt, so dass am 20. November die Schlussprüfung vollzogen werden konnte und eine Gestattung der Ingebrauchnahme erfolgte. Das Haus, inmitten der Leutzscher Villenkolonie (auch der Begriff Landhäuserkolonie ist zu lesen), passt sich geschmackvoll in das durchgrünte Grundstück ein. Ein unverputzt belassener Bruchsteinsockel mit abschließender Ziegelrollschicht kontrastiert mit dem hellen Verputz der beiden Obergeschosse (im Rahmen der Sanierung leider mit unpassenden Klinkerblendern versehen). Eine weitere Wohnetage ist geschickt im vielgliedrigen Dachbereich hinter Sichtfachwerk und einem das Treppenhaus aufnehmenden Turm eingerichtet. In Ecklage befindlich, entstand auch auf der anderen Straßenseite an der Rosenstraße ein Doppelwohnhaus (Nummer 23/25), für das Haus Nummer 19 ist als Bauherr 1896 der Lehrer Heinrich Theodor Louis Tillich namhaft. Das ohne Einbeziehung der Denkmalschutzbehörden erlangte Sanierungsergebnis ist sehr unbefriedigend, wird der Architektur und dem namhaften Architekten Georg Wünschmann nicht gerecht (Kunststofffenster, Baumarkthaustür, Eindeckung mit Dachpappeschindeln). Für den das kleine Villenviertel mitprägenden Eckbau besteht ein baugeschichtlicher Wert, zudem eine künstlerische Bedeutung als ein Baustein im Œuvre des renommierten Architekten Georg Wünschmann. LfD/2019 | 09297867 |
| Weitere Bilder                          | Doppelmietshaus in offener Bebauung, mit Vorgarten, Einfriedung und Wegepflaster | Am langen Felde 23; 25 (Karte)                                                  | 1896–1898 (Doppelmietshaus)                                                                                                  | historistische Putzfassade, Veranden, baugeschichtlich von Bedeutung | 09291889 |
| Weitere Bilder                          | Villa, mit Vorgarten und Einfriedung | Am langen Felde 29 (Karte)                                                      | 1898–1900 (Villa) | historisierende Klinkerfassade mit Turm, bleiverglaste Fenster, repräsentatives Gebäude des Historismus, baugeschichtlich von Bedeutung | 09291890 |
| Direkt Bild zu diesem Denkmal hochladen | Eisenbahnerwohnhaus sowie seitlichem Vorgarten und Einfriedung | Am Ritterschlößchen 1 (Karte)                                                   | 1883 (Eisenbahnerwohnhaus)                                                                                                   | zum Leutzscher Bahnhofsgelände Am Ritterschlößchen 3 gehörig, Ziegelbauten, verkehrsgeschichtlich und ortsentwicklungsgeschichtlich von Bedeutung | 09291891 |
| Weitere Bilder                          | Bahnhof mit Empfangsgebäude, Bahnsteigbauten, Bahnmeisterei, Stellwerk, Sozialgebäude der Bahnmeisterei, Wasserturm, Bunker, Wasserkränen sowie Vorgarten an der Bahnmeisterei und Einfriedung | Am Ritterschlößchen 3 (Karte)                                                   | 1856 (Empfangsgebäude), 1905–1906 (Stellwerk), 1881–1883 (Bahnbetriebswerk), 1881–1883 (Lokschuppen), 1881–1882 (Wasserturm) | zeittypische Ziegelbauten, Stellwerk gegenüber Einmündung Robert-Koch-Straße, Wasserturm nähe Philipp-Reis-Straße 14, verkehrsgeschichtlich und ortsgeschichtlich von Bedeutung (Eisenbahnerwohnhaus, siehe unter Am Ritterschlößchen 1) | 09291892 |
|                                         | Fabrikgebäude, mit Vorgarten | Am Ritterschlößchen 22 (Karte)                                                  | bezeichnet 1894 (Fabrik) | zeittypische Klinkerfassade, baugeschichtlich, technikhistorisch und ortsgeschichtlich von Bedeutung | 09292213 |
| Weitere Bilder                          | Sportanlage mit Stadion, Vereinshaus, Tribüne und Treppenanlagen | Am Sportpark 2 (Karte)                                                          | 1920 (Sportplatz), 1925–1926 (Vereinshaus)                                                                                   | von ortsgeschichtlicher und baugeschichtlicher Bedeutung | 09292216 |
|                                         | Mietshaus in geschlossener Bebauung, mit zwei Inschrifttafeln | Am Tanzplan 4 (Karte)                                                           | um 1905 (Mietshaus) | mit Tordurchfahrt, historisierende Klinkerfassade mit Erker, Schablonenmalerei im Treppenhaus, Stuck und Terrazzo im Eingangsbereich, historische Inschrifttafeln zur Erinnerung an eine Harmonium-Fabrik (Firma Hörügel) im Hof, baugeschichtlich und ortsgeschichtlich von Bedeutung | 09291894 |
|                                         | Mietshaus in geschlossener Bebauung (bauliche Einheit mit Nr. 8) | Am Tanzplan 6 (Karte)                                                           | um 1900 (Mietshaus) | repräsentative Klinkerfassade, Treppenhausfenster mit Resten farbiger Bleiverglasung, Holzpaneele, Stuck und Windfangtür im Eingangsbereich, baugeschichtlich von Bedeutung | 09291895 |
|                                         | Mietshaus in halboffener Bebauung (bauliche Einheit mit Nr. 6) | Am Tanzplan 8 (Karte)                                                           | um 1900 (Mietshaus) | repräsentative Klinkerfassade, Treppenhausfenster mit Resten farbiger Bleiverglasung, Holzpaneele und Stuck im Eingangsbereich, baugeschichtlich von Bedeutung | 09291916 |
|                                         | Ehemaliger Gutspark eines Rittergutes | Am Wasserschloß (Karte)                                                         | um 1700, später überformt (Gutspark), im Kern 11. Jh. (Wall)                                                                 | einst Sattelhof mit Herrenhaus (Lage zwischen Hans-Driesch-Straße und William-Zipperer-Straße), Grünanlage von ortsgeschichtlicher Bedeutung | 09291896 |
|                                         | Wohnhaus eines Bauernhofes, mit Vorgarten | Am Wasserschloß 4 (Karte)                                                       | um 1850 (Bauernhaus) | Wohnhaus zum Teil Lehmbau, ortsentwicklungsgeschichtlich von Bedeutung | 09291898 |
| Weitere Bilder                          | Wohnstallhaus eines Bauernhofes | Am Wasserschloß 8 (Karte)                                                       | 1860 (Bauernhaus) | Obergeschoss Fachwerk, baugeschichtlich und ortsentwicklungsgeschichtlich von Bedeutung | 09291899 |
|                                         | Mietshaus in halboffener Bebauung | Am Wasserschloß 12 (Karte)                                                      | um 1890 (Mietshaus) | historisierende Klinkerfassade, baugeschichtlich von Bedeutung | 09291900 |
|                                         | Mietshaus in halboffener Bebauung | An der Lehde 1 (Karte)                                                          | 1906 (Mietshaus) | Klinkerfassade, Holzpaneele und Terrazzo, Wand- und Deckenstuck im Eingangsbereich, baugeschichtlich von Bedeutung | 09291901 |
|                                         | Mietshaus in geschlossener Bebauung | An der Lehde 2 (Karte)                                                          | um 1905 (Mietshaus) | ehemals mit Laden, Klinkerfassade, baugeschichtlich von Bedeutung | 09262416 |
|                                         | Mietshaus in geschlossener Bebauung | An der Lehde 3 (Karte)                                                          | 1907 (Mietshaus) | Klinkerfassade, Holzpaneele, Wand- und Deckenstuck im Eingangsbereich | 09291902 |
|                                         | Mietshaus in geschlossener Bebauung | An der Lehde 4 (Karte)                                                          | 1902 (Mietshaus) | Klinkerfassade, baugeschichtlich von Bedeutung | 09297853 |
|                                         | Mietshaus in geschlossener Bebauung | An der Lehde 5 (Karte)                                                          | um 1905 (Mietshaus) | mit Hausdurchgang, Klinkerfassade, baugeschichtlich von Bedeutung | 09291903 |
|                                         | Mietshaus in geschlossener Bebauung | An der Lehde 6 (Karte)                                                          | um 1895 (Mietshaus) | mit Tordurchfahrt, Klinkerfassade, baugeschichtlich von Bedeutung | 09297854 |
|                                         | Mietshaus in geschlossener Bebauung | An der Lehde 7 (Karte)                                                          | um 1905 (Mietshaus) | Klinkerfassade, Stuckkehle im Eingangsbereich, baugeschichtlich von Bedeutung | 09291904 |
|                                         | Mietshaus in geschlossener Bebauung | An der Lehde 8 (Karte)                                                          | um 1895 (Mietshaus) | | 09297855 |
|                                         | Doppelmietshaus (An der Lehde 9 und William-Zipperer-Straße 98a) in halboffener Bebauung und in Ecklage | An der Lehde 9 (Karte)                                                          | bezeichnet 1939 (Doppelmietshaus)                                                                                            | zeittypische Putzfassade, farbig verglaste Treppenhausfenster, Eckerker, baugeschichtlich von Bedeutung | 09292159 |
|                                         | Kläranlage und zugehöriges Wohnhaus mit Motorenhaus und Verbindungsbau sowie Vorgarten | An der Luppe 2 (Karte)                                                          | 1910 (Kläranlage), 1926 (Kläranlage)                                                                                         | historische Kläranlage (Azethylenentwickler von 1910, Pumpstation mit Kupferschwimmer, Mischbrunnen mit Gashaube, Tropfkörper aus oberschlesischer Hochofenschlacke), ortsgeschichtlich und technikgeschichtlich von Bedeutung | 09292224 |
|                                         | Wohnhaus in offener Bebauung, mit seitlicher Einfriedungsmauer, Pforte und Toreinfahrt | Baumgarten-Crusius-Straße 4 (Karte)                                             | 1932 (Wohnhaus) | Putzfassade mit Klinkergliederung, geätzte Treppenhausfenster, Wintergärten, Wohnungstüren mit geätzter Verglasung, baugeschichtlich von Bedeutung | 09291905 |
|                                         | Doppelmietshaus in offener Bebauung mit zwei seitlichen Toreinfahrten und Hofpflaster sowie Hofgebäude | Baumgarten-Crusius-Straße 7; 9 (Karte)                                          | 1910–1911 (Doppelmietshaus)                                                                                                  | Vorderhaus Putzfassade, mit zwei Kastenerkern und Balkons, Treppenhausfenster mit Resten farbiger Bleiverglasung, Reformarchitektur, baugeschichtlich von Bedeutung | 09291906 |
| Weitere Bilder                          | Mietshaus in offener Bebauung | Baumgarten-Crusius-Straße 8 (Karte)                                             | 1911–1912 (Mietshaus) | Putzfassade, bleiverglaste Treppenhausfenster, Reformarchitektur, baugeschichtlich von Bedeutung Zunächst war 1908 ein Wohnhaus als Gruppenhaus mit nur einer herrschaftlichen Wohnung pro Etage geplant, beantragt von Adolf Coppius als Bauherrn und dem entwerfenden Architekten William Jonas. Eine Umsetzung des Vorhabens erfolgte aber nicht, ausgeführt wurden von 1911 bis Anfang 1912 neue Pläne vom Architekten Oscar Schade durch den Bauunternehmer und Maurermeister Alfred Günther („Unternehmung von Hoch-, Tief-, Stampfbeton und Cement-Bauten jeder Art“), der auch als Bauherr auftrat. Dabei wurde ein Veranda-Anbau genehmigt, nicht jedoch die Nutzung von Kellerräumen als Hausmeisterwohnung. Ohne Erfolg wurde vorgetragen, dass ein Hausmann auf dem Grundstück für die Mieter unabdingbar sei, da es sich um ein „villenartiges, in offener Bauweise hergestelltes hochherrschaftliches Gebäude mit Bewohnern die der I. Steuerklasse angehören dürften“ handelte. Auch ein neuerlicher Vorstoß 1936 wurde abgelehnt, da „die Wohnung minderwertig sein würde“. Die Mietwohnungen – lediglich eine pro Etage – umfassten sechs Wohnzimmer, Küche, Bad, gesondert ein Klosett, eine zentral eingeordnete Diele, einen Austritt zur Gartenseite sowie einen straßenseitigen Erker bzw. Balkon in den beiden oberen Stockwerken. Alle Fassaden waren verputzt, Vorsprünge und (nicht erhaltene) Holzspaliere an den beiden Giebelseiten charakterisierten das Gebäude als moderne Reformstilarchitektur, ein aufwändig dekorierter Windfang mit Treppenaufgang führt an der Nordseite ins Treppenhaus. Markant erhebt sich das 2. Obergeschoss (ehemals mit schmalen Fensterklappläden), gefügt in ein „allseitig abgewalmtes Satteldach mit giebelartigen massiven Ausbauten an Straßenfront und Südwest-Giebel (als) ... Pfettendach mit doppelt stehendem Stuhl, Eindeckung einschließlich Ziegelschürze-Biberdoppeldeckung mit Innenverstrich und Längsfuge mit Querschlag“. Sanierungsarbeiten, einhergehend mit Grundrißänderungen, weiterem Dachausbau und Teilaufstockung wurden 1997–1999 vorgenommen. Erhalten blieben wichtige Bestandteile der überdurchschnittlichen Ausstattung. Das Grundstück grenzt rückwärtig an die Villa Buchheim (1901–1902 von Paul Möbius und Arthur Starke) sowie den dazugehörigen qualitätvollen Villengarten. Der noble Wohnbau Baumgarten-Crusius-Straße 8 besitzt baugeschichtlichen Wert. LfD/2019 | 09291907 |
| Weitere Bilder                          | Villa (Baumgarten-Crusius-Straße 10), mit angebautem Garagenhaus, Einfriedung, Restflächen der Gartenanlage sowie auch Einfriedung entlang der Pufendorfstraße und der Straße Am langen Felde (heute mit Anschrift: Am langen Felde 11/11a) | Baumgarten-Crusius-Straße 10 (Karte)                                            | 1906–1907 / Umbau und Erweiterung mit Garage 1910–1911 (Garage bezeichnet 1911)                                              | stattlicher Putzbau, Treppenhausfenster mit farbiger Bleiverglasung, Marmorausstattung im Eingangsbereich, Reformarchitektur, baugeschichtlich von Bedeutung, Relikte der bauzeitlichen Gartengestaltung von gartenkünstlerischer Bedeutung Ursprungsbau 1906–1907 von Paul Möbius, Umbau und Erweiterung mit Garage 1910–1911 von Fritz Schade; Bauherrin war die Fabrikantenwitwe Marie Gottschalk geb. Haase; Adresse bis 1928: Bismarckstraße 10; nordwestlicher Grundstücksteil (Pufendorfstraße / Am langen Felde) später ausparzelliert und bebaut „Bei der Bearbeitung des Äußeren war darauf Bedacht zu nehmen, sich der vorhandenen, von einer bewährten Architektenfirma vor nicht langer Zeit geschaffenen Architektur anzuschließen, eine etwas heikle Aufgabe für den kollegial empfindenden Fachgenossen, der einerseits die Empfindungen seiner Vorgänger nicht verletzen, andererseits seine eigenen, vielleicht abweichenden Ansichten, sowie die von der Bauherrschaft geäußerten mannigfaltigen Wünsche verwirklichen möchte.“ | 09291908 |
| Weitere Bilder                          | Apelstein Nr. 24 (V) | Benediktusstraße (Karte)                                                        | 1862 (Gedenkstein) | Apelstein; Gedenkstein zur Erinnerung an die Kämpfe der Völkerschlacht bei Leipzig 1813, Stellungen des österreichischen Feldmarschalleutnants Prinz von Hessen-Homburg am 16. Oktober im Gefecht bei Lindenau, geschichtlich von Bedeutung | 09263621 |
| Weitere Bilder                          | Wohnhaus (ehemals Feuerwehrgebäude, mit Schlauchturm und Garagen) in offener Bebauung | Benediktusstraße 1 (Karte)                                                      | 1907 (Feuerwache) | Lage: neben dem Leutzscher Friedhof an der Rückmarsdorfer Straße, Klinkerbau, Bedeutung für die Ortsteilgeschichte | 09292112 |
|                                         | Mehrfamilienhaus einer Wohnanlage | Benediktusstraße 2 (Karte)                                                      | 1928 (Mietshaus) | zeittypische Putzfassade, siehe auch Hans-Driesch-Straße 45–51 und Wohlgemuthstraße 14, baugeschichtlich von Bedeutung | 09292268 |
|                                         | Mietshaus in halboffener Bebauung | Benediktusstraße 3 (Karte)                                                      | 1901 (Mietshaus) | Klinkerfassade, Windfangtür, baugeschichtlich von Bedeutung | 09291909 |
|                                         | Doppelmietshaus (mit Sattelhofstraße 8) in offener Bebauung | Benediktusstraße 5 (Karte)                                                      | um 1905 (Mietshaus) | Putzfassade, bleiverglaste Treppenhausfenster, baugeschichtlich von Bedeutung | 09297845 |
|                                         | Mietshaus in offener Bebauung und in Ecklage, mit Vorgarten an der Sattelhofstraße | Benediktusstraße 7 (Karte)                                                      | bezeichnet 1908 (Mietshaus)                                                                                                  | Putzfassade mit Eckbetonung, Terrazzo, Stuck und Holzpaneele im Eingangsbereich, baugeschichtlich von Bedeutung | 09291910 |
|                                         | Mehrfamilienhaus einer Wohnanlage, mit Vorgarten an der Sattelhofstraße und Einfriedung an der Benediktusstraße | Benediktusstraße 8 (Karte)                                                      | um 1925 (Mehrfamilienwohnhaus)                                                                                               | Putzfassade mit Ziegelgliederung, siehe auch Sattelhofstraße 7–13 und Wohlgemuthstraße 8, baugeschichtlich von Bedeutung | 09292264 |
|                                         | Doppelmietshaus in offener Bebauung | Benediktusstraße 9; 11 (Karte)                                                  | 1935–1937 (Doppelmietshaus)                                                                                                  | zeittypische Putzfassade der 1930er Jahre, mit Klinkergliederung der Hauseingänge, Schablonenmalerei im Treppenhaus, baugeschichtlich von Bedeutung Erste Wohnhausprojekte auf dem Grundstück (Nummer 9) des Maurermeisters und Baugeschäftsinhabers Arthur Müller – der übrigens im Besitz einer Vielzahl von Grundstücken im Quartier war – scheiterten 1912 und 1930. Erst die Pläne 1935 für Nummer 9 und 11, die nun als Zwillingshaus entstehen sollten, wurden 1936–1937 als „steuerbefreiter Kleinwohnungsbau“ umgesetzt. Für je eine auszubauende Notwohnung im Dachgeschoss erhielt Müller 1938 die Genehmigung. Die sehr schlichte Putzfassade lediglich mit Klinkersockel und Haustürrahmungen aus Klinkern, auf der Hofseite vorgestellte Balkons. Weil ein gedachtes eingeschossiges Bürogebäude nicht zur Ausführung kam, richtete der Bauherr das Kontor seiner Firma – Unternehmung für Hoch- und Tiefbau – im Erdgeschoss des linken Hauses ein. Der separate Zugang mit Überdachung und die doppelläufige Treppe am Giebel wurden 1974/1975 im Rahmen des Umbaus zu Wohnzwecken beseitigt. LfD/2007 | 09297846 |
|                                         | Doppelmietshaus in offener Bebauung, mit seitlicher Einfriedung | Benediktusstraße 10; 12 (Karte)                                                 | um 1935 (Doppelmietshaus) | zeittypische Putzfassade der 1930er Jahre, mit Natursteingliederung der Hauseingänge, Treppenhausfenster mit geschliffener und geätzter Verglasung, baugeschichtlich von Bedeutung | 09297847 |
|                                         | Mehrfamilienhaus einer Wohnanlage | Benediktusstraße 13 (Karte)                                                     | 1939–1940 (Mehrfamilienwohnhaus)                                                                                             | zeittypische Putzfassade der 1930er Jahre, Haustür mit bleiverglastem Oberlicht, siehe auch Weinbergstraße 18–22, baugeschichtlich von Bedeutung | 09297848 |
|                                         | Mietshaus in geschlossener Bebauung | Bischofstraße 2 (Karte)                                                         | 1900–1901 (Mietshaus) | Klinkerfassade, Stuckkehle und Holzpaneele im Eingangsbereich, baugeschichtlich von Bedeutung | 09291911 |
|                                         | Mietshaus in halboffener Bebauung | Bischofstraße 2a (Karte)                                                        | bezeichnet 1936 (Mietshaus)                                                                                                  | Putzfassade, Naturstein-Haustürrahmung, darüber Sgraffito, baugeschichtlich von Bedeutung | 09297827 |
|                                         | Wohnhaus in halboffener Bebauung | Bischofstraße 3 (Karte)                                                         | 1872 (Wohnhaus) | Putzfassade, ortsentwicklungsgeschichtlich von Bedeutung | 09297828 |
|                                         | Wohnhaus in halboffener Bebauung, mit seitlicher Toreinfahrt | Bischofstraße 5 (Karte)                                                         | 1880 (Wohnhaus) | Putzfassade, eisernes Tor original, ortsentwicklungsgeschichtlich von Bedeutung Für das ehemalige Grundstück Weststraße 5 wurde im Januar 1880 ein Bauantrag zur Errichtung eines Wohnhauses mit Restauration im Erdgeschoss sowie eines Seitengebäudes gestellt. Am 6. September bereits konnte Restaurateur Christian Friedrich Endert die Fertigstellung vermelden und dem Bauunternehmer Louis Vogel für Planung und Ausführung danken. Im erst 1881 fertig gestellten Nebengebäude waren Waschhaus, Pferdestall und Schweinestall untergebracht. Ins Vorderhaus kamen 1905 Doppelfenster und Wasserleitung, wohl 1930/1931 wurde ein Neuverputz der Fassaden vorgenommen. Zwischen Herbst 1935 und Sommer 1936 ließ Friedrich Paul Leipnitz als Inhaber an das Vorderhaus einen Abort-Anbau fügen und hofseitig ein eingeschossiges Garagengebäude errichten. Das sechsachsige, zweigeschossige Haus mit Zwerchhaus zeigt – gemeinsam beispielsweise mit dem Haus Bischofstraße 3 – die Wandlung der noch vorstädtisch geprägten Bebauung zur Architekturauffassung des Historismus. (vgl. auch Häuser Bischofstraße 2, 7 und 9) Das über dem Natursteinsockel verputzte Ziegelgebäude dokumentiert einen in Leipzig und seinen Vororten ab etwa 1860 verbreiteten, heute immer seltener vorzufindenden Haustyp. Dieser ist bauliches Dokument der seinerzeit zunehmenden Verstädterung, woraus ein baugeschichtlicher und ortsteilentwicklungsgeschichtlicher Wert abzulesen ist. LfD/2014, 2017 | 09291913 |
|                                         | Mietshaus in geschlossener Bebauung | Bischofstraße 6 (Karte)                                                         | um 1900 (Mietshaus) | mit Tordurchfahrt, Klinkerfassade, geätzte Treppenhausfenster, baugeschichtlich von Bedeutung | 09292207 |
|                                         | Mietshaus in halboffener Bebauung | Bischofstraße 7 (Karte)                                                         | 1886 (Mietshaus) | mit Tordurchfahrt, historisierende Putzfassade, baugeschichtlich von Bedeutung | 09291914 |
|                                         | Mietshaus in geschlossener Bebauung | Bischofstraße 8 (Karte)                                                         | um 1895 (Mietshaus) | mit Tordurchfahrt, Klinkerfassade, baugeschichtlich von Bedeutung | 09262418 |
|                                         | Mietshaus in geschlossener Bebauung | Bischofstraße 9 (Karte)                                                         | 1895 (Mietshaus) | mit Tordurchfahrt, historisierende Putzfassade, Holzpaneele in der Tordurchfahrt, baugeschichtlich von Bedeutung | 09291915 |
|                                         | Mietshaus in halboffener Bebauung und in Ecklage | Bischofstraße 11 (Karte)                                                        | um 1935 (Mietshaus) | zeittypische Putzfassade der 1920er/1930er Jahre, Hauseingang mit Klinkergliederung, Haustür mit geschliffenen Scheiben, Schablonenmalerei im Treppenhaus, baugeschichtlich von Bedeutung | 09297825 |
|                                         | Mietshaus in geschlossener Bebauung | Bischofstraße 12 (Karte)                                                        | um 1905 (Mietshaus) | Klinkerfassade, Treppenhausfenster mit geätzter Verglasung, baugeschichtlich von Bedeutung | 09297395 |
|                                         | Mietshaus in halboffener Bebauung und in Ecklage, mit Vorgarten an der Brehmestraße | Bischofstraße 13 (Karte)                                                        | um 1935 (Mietshaus) | zeittypische Putzfassade der 1920er/1930er Jahre, Hauseingang mit Klinkergliederung, Haustür mit geschliffenen Scheiben, baugeschichtlich von Bedeutung | 09297824 |
|                                         | Mietshaus in geschlossener Bebauung | Bischofstraße 14 (Karte)                                                        | um 1900 (Mietshaus) | Klinkerfassade, geätzte Treppenhausfenster, Holzpaneele und Stuckgliederung im Eingangsbereich, baugeschichtlich von Bedeutung | 09292206 |
|                                         | Mietshaus in geschlossener Bebauung | Bischofstraße 15 (Karte)                                                        | um 1900 (Mietshaus) | Putzfassade, geätzte Treppenhausfenster, Windfangtür, baugeschichtlich von Bedeutung | 09292209 |
|                                         | Mietshaus in geschlossener Bebauung | Bischofstraße 17 (Karte)                                                        | um 1900 (Mietshaus) | mit Hausdurchgang, Putzfassade, baugeschichtlich von Bedeutung | 09292208 |
|                                         | Mietshaus in geschlossener Bebauung | Bischofstraße 18 (Karte)                                                        | um 1900 (Mietshaus) | mit Tordurchfahrt, Klinkerfassade, baugeschichtlich von Bedeutung | 09297822 |
|                                         | Mietshaus in geschlossener Bebauung | Bischofstraße 20 (Karte)                                                        | um 1900 (Mietshaus) | Klinkerfassade, baugeschichtlich von Bedeutung | 09297821 |
|                                         | Doppelmietshaus (Bischofstraße 22 und Franz-Flemming-Straße 76) in geschlossener Bebauung und in Ecklage | Bischofstraße 22 (Karte)                                                        | um 1895 (Doppelmietshaus) | ehemals mit Eckladen, Putz-Klinker-Fassade, Stuck im Eingangsbereich, baugeschichtlich von Bedeutung | 09291130 |
|                                         | Mietshaus in geschlossener Bebauung | Bischofstraße 33 (Karte)                                                        | um 1900 (Mietshaus) | Klinkerfassade, Stuckkehle im Eingangsbereich, baugeschichtlich von Bedeutung | 09292203 |
|                                         | Mietshaus in halboffener Bebauung und in Ecklage | Bischofstraße 35 (Karte)                                                        | um 1900 (Mietshaus) | mit Eckladen, historistische Putzfassade mit Stuckdekoration, baugeschichtlich von Bedeutung | 09297820 |
|                                         | Mietvilla mit Vorgarten | Blüthnerstraße 1 (Karte)                                                        | 1903–1904 (Villa) | historisierende Putzfassade, Windfangtür, baugeschichtlich von Bedeutung | 09291945 |
|                                         | Villa, mit Garten und Einfriedung | Blüthnerstraße 2 (Karte)                                                        | 1912 (Villa) | abwechslungsreich gestaltete Putzfassade, Reformarchitektur, baugeschichtlich von Bedeutung | 09291946 |
|                                         | Doppelmietshaus in offener Bebauung, mit Vorgarten | Blüthnerstraße 6; 8 (Karte)                                                     | 1902–1903 (Doppelmietshaus)                                                                                                  | Putzfassade, Haustüren mit Ätzglas, baugeschichtlich von Bedeutung | 09292781 |
|                                         | Villa, mit Villengarten, Gartenpavillon und Einfriedung mit Pforte | Blüthnerstraße 10 (Karte)                                                       | 1906 (Villa) | Putzfassade, teilweise bleiverglaste Treppenhausfenster, zwischen Reform- und Jugendstil, baugeschichtlich von Bedeutung | 09291948 |
| Weitere Bilder                          | Einzeldenkmal der Sachgesamtheit Städtische Wohnanlage Hubert-Ritter-Siedlung (Obj. 09305261, Heimteichstraße 16–40): Mehrfamilienhäuser einer Wohnanlage | Blüthnerstraße 11; 13; 15; 17; 19; 21; 23 (Karte)                               | 1925–1930 (Mehrfamilienwohnhaus)                                                                                             | Putzbauten mit Erkern im traditionalistischen Stil der 1920er Jahre (s. a.: Hellerstraße 1–9, Heimteichstraße 16–24 und Pfingstweide 10–16), städtebaulich und sozialgeschichtlich von Bedeutung | 09292250 |
|                                         | Einzeldenkmal der Sachgesamtheit Städtische Wohnanlage Hubert-Ritter-Siedlung (Obj. 09305261, Heimteichstraße 16–40): Mehrfamilienhäuser einer Wohnanlage | Blüthnerstraße 14; 16; 18; 20 (Karte)                                           | um 1930 (Mehrfamilienwohnhaus)                                                                                               | Putzbauten mit Klinkergliederung, Anklänge an den Stil der Moderne, siehe auch Heimteichstraße 26–32a und Karl-Schurz-Straße 17–23, städtebaulich und sozialgeschichtlich von Bedeutung | 09292254 |
| Weitere Bilder                          | Einzeldenkmal der Sachgesamtheit Wohnanlage Gemeinnützige Baugenossenschaft Leipzig-Lindenau (Obj. 09305263, Karl-Schurz-Straße 25–39): Mehrfamilienhäuser einer Wohnanlage | Blüthnerstraße 22; 24; 26; 28; 30 (Karte)                                       | 1927 (Mehrfamilienwohnhaus)                                                                                                  | Putzbauten im traditionalistischen Stil der 1920er Jahre, siehe auch Karl-Schurz-Straße 25–39 und Heimteichstraße 25–33, städtebaulich und sozialgeschichtlich von Bedeutung | 09292252 |
|                                         | Mehrfamilienhäuser einer Wohnanlage, mit seitlich liegendem Vorgarten und Pforte zum Wohnblock Heimteichstraße | Blüthnerstraße 25; 27; 29 (Karte)                                               | um 1930 (Mehrfamilienwohnhaus)                                                                                               | Putzfassade mit Klinkergliederung, im Stil der 1920er Jahre, siehe auch Heimteichstraße 13–23, baugeschichtlich von Bedeutung | 09292251 |
|                                         | Doppelmietshaus (mit Georg-Schwarz-Straße 194) in halboffener Bebauung | Blüthnerstraße 32 (Karte)                                                       | um 1900 (Doppelmietshaus) | Klinkerfassade, baugeschichtlich von Bedeutung | 09292305 |
|                                         | Mietshaus in halboffener Bebauung und in Ecklage | Brehmestraße 1 (Karte)                                                          | um 1895 (Mietshaus) | ehemals mit Eckladen (Gaststätte), Klinkerfassade, Treppenhausfenster mit Resten geätzter Verglasung | 09297830 |
|                                         | Mietshaus in geschlossener Bebauung und in Ecklage | Brehmestraße 4 (Karte)                                                          | um 1895 (Mietshaus) | Klinkerfassade, baugeschichtlich von Bedeutung | 09297829 |
|                                         | Wohnblock in offener Bebauung, mit Vorgarten | Brehmestraße 6; 8; 10 (Karte)                                                   | 1938 (Mietshaus) | Putzfassade, im traditionalistischen Stil der 1930er Jahre, Malerei am Haustür-Eingang von Nummer 8 erhalten, baugeschichtlich von Bedeutung | 09292210 |
|                                         | Doppelmietshaus in halboffener Bebauung | Ellernweg 10; 12 (Karte)                                                        | 1930–1931, für Nummer 10 (Doppelmietshaus), 1931–1932, für Nummer 12 (Doppelmietshaus)                                       | Putzfassade, siehe auch Ellernweg 11/13, als Zeugnis sozialen Wohnungsbaus vom Anfang der 1930er Jahre baugeschichtlich von Bedeutung Als gemeinsame Baugruppe mit Ellernweg 11/13 entstand in den Jahren 1930 und 1931 das Doppelhaus mit elf Kleinwohnungen durch den Inhaber eines Baugeschäftes Herrn Alwin Böhme, der zudem die Finanzierung übernahm. Bauleitung und Entwurf lag bei dem in Leutzsch ansässigen Architekten Richard Müller. Ältere Pläne des Architekten William Jonas auf Bauplätzen von Georg Friedrich aus dem Jahr 1925 wurden seinerzeit nicht weiterverfolgt. 1931 mussten Architekt und Bauherr die vorgesehene viergeschossige Bauweise erstreiten, waren doch behördlicherseits zunächst nur drei Geschosse zugelassen. Im Frühjahr 1932 stellte Böhme den Antrag auf „Erteilung einer Bescheinigung ... über die Steuer- und Gebührenfreiheit von Wohnungsbauten“. Für das Parterre in jedem Haus waren zwei Wohnungen mit Vorsaal geplant, woran sich Küche, Kammer, WC und zwei Zimmer zur Straße fügten. Die oberen Etagen waren als Dreispänner konzipiert mit Zimmer, Kammer, Küche, Vorsaal und Klosett, im Keller lagen die Waschküchen. „Guter tragfähiger Lehmboden, auf welchem zu gründen gestattet wurde“ fand sich als Fazit der beantragten Baugrundprüfung im Protokoll. Hinsichtlich der Gestaltung ist ein Gesinnungswandel zu konstatieren, denn zunächst war vorgesehen, „die Ansichten in moderner Putzmanier mit dunklem Verblendsteinsockel“ auszuführen – das Erscheinungsbild des fertigen Gebäudes zeigt(e) eine dunkle Putzfassade mit Kunststeinsockel und markanten Haustürrahmungen. Auffallend sind die beiden ovalen Oberlichten mit Bleiverglasung über den Eingängen, die schmalen hochrechteckigen Fenster der Toiletten für die Mittelwohnungen und das durchgezogene Sohlbankgesims der obersten Etage. Eine gedachte weitere Bebauung der Straße fand beidseitig in der Folgezeit nicht statt. Sanierung etc. fallen in die Jahre 1996/1997, der Balkonanbau hofseitig in 2011. Für das Doppelhaus ist ein baugeschichtlicher Wert festzuhalten. LfD/2019 | 09292191 |
|                                         | Doppelmietshaus in halboffener Bebauung | Ellernweg 11; 13 (Karte)                                                        | 1932–1936 (Doppelmietshaus)                                                                                                  | Putzfassade, bleiverglaste Treppenhausfenster, siehe auch Ellernweg 10/12, baugeschichtlich von Bedeutung Für beide viergeschossige Wohnhäuser wurden am 1. Juni 1932 durch den Baugeschäftsinhaber Alwin Oswald Böhme Zeichnungen vorgelegt und der Antrag gestellt, sie „mit Zuschuß aus Mitteln der Mietzinssteuer zu errichten“. Auch wurde erwähnt: „Die projektierten Neubauten kommen genau gegenüber den beiden Häusern zu stehen, die ich im Vorjahr errichtet habe“ (Nummer 10/12). Vorgesehen waren bei Nummer 11 zwei Dreizimmerwohnungen mit WC und Vorsaal im Erdgeschoss sowie je drei Zweizimmerwohnungen in den Etagen darüber während Haus 13 in einem jeden Geschoss nur zwei Wohnungen mit Stube, Kammer, Küche, Vorsaal und Bad/WC erhalten sollte, nicht zum Ausbau vorgesehen waren die Dachgeschosse (Ausbau erste 1996/1997). Aufgrund der über Jahre nicht geregelten Anliegerleistungen – Böhme behielt das Baugesuch jedoch aufrecht – kam erst Ende 1935/Anfang 1936 neuerliche Bewegung in die Unternehmung. Architekt Alfred Staub legte überarbeitete Pläne vor und wurde mit der Bauleitung betraut, die Ausführung der Eisenkonstruktionen übernahm Grohmann & Frosch. Böhme, der auch Maurermeister war, übernahm jedoch die Ausführung und konnte Oktober 1936 die Wohnungen vermieten. Grundlegend änderte sich der Wohnungszuschnitt in Nummer 13, wo nun je eine Zwei- und eine Dreiraumwohnung vorhanden waren. Die farbigen Putzfassaden wirken zum gegenüberliegenden Doppelhaus Nummer 10/12 spiegelbildlich, erst ein zweiter Blick zeigt kleine Unterschiede. Auffallend sind vor allem die farbigen Fenster des bei Nummer 13 straßenseitig eingeordneten und über die Traufe geführten Treppenhauses. Rückseitig auf dem Grundstück entstand 1937 eine Stützmauer mit einem mittig montierten Holzlattenzaun, eine ehemals weiterführend gedachte Mietshausbebauung unterblieb. Das Geschwisterhaus besitzt als eines der wenigen Häuser der 1930er Jahre im Quartier einen baugeschichtlichen Wert. LfD/2018, 2019 | 09291917 |
| Weitere Bilder                          | Fabrikanlage mit Verwaltungsgebäude, Schornstein und Werkhallen | Franz-Flemming-Straße 5 (Karte)                                                 | 1898 (Verwaltungsgebäude), 1905, Werkhallen der Eisengießerei (Fabrikgebäude)                                                | Klinkerfassaden, baugeschichtlich, technikhistorisch und ortsgeschichtlich von Bedeutung | 09291918 |
| Weitere Bilder                          | Fabrikgebäude, mit Vorgarten und Einfriedung | Franz-Flemming-Straße 9 (Karte)                                                 | 1905 (Fabrik) | Putzfassade, Reformarchitektur; baugeschichtlich, industriegeschichtlich und ortsgeschichtlich von Bedeutung | 09291919 |
|                                         | Bürogebäude mit seitlicher Toranlage einer Fabrik | Franz-Flemming-Straße 11 (Karte)                                                | 1905–1906 (Fabrikanlage mit Bürogebäude)                                                                                     | Klinkerbau, baugeschichtlich, technikhistorisch und ortsgeschichtlich von Bedeutung | 09291920 |
|                                         | Mietshaus in geschlossener Bebauung | Franz-Flemming-Straße 12 (Karte)                                                | 1925–1926 (Mietshaus) | Putzfassade, Terrazzo im Eingangsbereich, im Stil der 1920er Jahre, baugeschichtlich von Bedeutung Die Firma von Ernst Böttcher übernahm die Ausführung des von Theodor Max Schneider in Auftrag gegebenen und von Architekt Gustav Emil Reiche entworfenen Wohngebäudes. Am 28. November 1925 wurde die Baugenehmigung ausgereicht (nachdem bereits im August mit den Ausschachtungsarbeiten begonnen worden war) und am 22. Juli des Folgejahres die Schlussprüfung vorgenommen. Unmittelbar im Anschluss daran erfolgte der Ladeneinbau im Erdgeschoss, 1931 die Einrichtung einer Wurstküche im Keller. Der Rückbau des Ladens zu Wohnzwecken erfolgte 1961 durch die KWV Leipzig. Sanierung und Modernisierung sowie entstellender Dachgeschossausbau 2002–2003. Der zweite, umgesetzte Entwurf zeigt eine starke Reduktion des Art-Déco-Fassadendekors. Betonung der Mittelachse durch den Hauseingang mit darüber liegendem, schwach vortretenden Erker über die beiden Obergeschosse. Sanierung mit entstellendem Dachgeschossausbau 2002–2003. LfD/2008 | 09262703 |
|                                         | Mietshaus in geschlossener Bebauung | Franz-Flemming-Straße 14 (Karte)                                                | um 1910 (Mietshaus) | mit Tordurchfahrt, ehemals mit Laden, Putzfassade, bleiverglaste Treppenhausfenster, Terrazzo im Eingangsbereich, Reformarchitektur, baugeschichtlich von Bedeutung | 09291922 |
| Weitere Bilder                          | Verwaltungsgebäude einer Fabrik, mit seitlicher Toreinfahrt | Franz-Flemming-Straße 15 (Karte)                                                | 1913 (Verwaltungsgebäude) | Verwaltungsgebäude der ehem. Farbenfabrik Springer & Möller mit Granitsockel und Putzfassade, Reformarchitektur, hofseitig ehemals Fabrikgebäude mit Klinkerfassade, baugeschichtlich, technikhistorisch und ortsgeschichtlich von Bedeutung | 09291924 |
| Weitere Bilder                          | Eingangstrakt einer Fabrik (Anschrift: Hans-Driesch-Straße 54) mit Werkhalle, Wasserturm und Drehscheibe des ehemaligen Betriebsgleises, weiterhin Mietshaus (Anschrift: Franz-Flemming-Straße 16) in offener Bebauung | Franz-Flemming-Straße 16 (Karte)                                                | 1936, zum Teil älter (Fabrikhalle), 1904 (Mietshaus)                                                                         | Hauptgebäude Putzbau mit betonter Eingangsfassade, markanter, farbig gestalteter Wasserturm, Mietshaus mit Putzfassade im Reformstil, baugeschichtlich, technikhistorisch und ortsgeschichtlich von Bedeutung | 09291923 |
|                                         | Kontor- und Wohnhaus einer Fabrik, mit seitlicher Einfriedung und Toreinfahrt | Franz-Flemming-Straße 23 (Karte)                                                | um 1910 (Kontorhaus) | Putzfassade mit Kastenerkern, im Stil eines Mietshauses, Treppenhausfenster mit farbiger Bleiverglasung, Reformarchitektur, baugeschichtlich und ortsgeschichtlich von Bedeutung | 09291927 |
| Weitere Bilder                          | Fabrikanlage mit Hauptbau an der Straße, daran angebaute Werkhalle und Schornstein | Franz-Flemming-Straße 25 (Karte)                                                | um 1895 (Fabrikgebäude) | Klinkerbauten, baugeschichtlich, technikhistorisch und ortsgeschichtlich von Bedeutung | 09291928 |
| Weitere Bilder                          | Fabrikanlage mit Wohngebäude (Nr. 39a), Werkstor (Nr. 39) und Werkhallen mit Schornstein | Franz-Flemming-Straße 39; 39a (Karte)                                           | um 1895 (Fabrikhalle) | Klinkerbauten, baugeschichtlich, technikhistorisch und ortsgeschichtlich von Bedeutung | 09291929 |
| Weitere Bilder                          | Hauptgebäude einer Fabrik (Kopfbau) | Franz-Flemming-Straße 41 (Karte)                                                | 1895 (Verwaltungsgebäude) | Klinkerbau, baugeschichtlich, technikhistorisch und ortsgeschichtlich von Bedeutung | 09291930 |
| Weitere Bilder                          | Fabrikanlage mit Hauptgebäude zur Straße, erster Werkhalle, zweiter Werkhalle und Verwaltungsgebäude im Hof | Franz-Flemming-Straße 43 (Karte)                                                | zwischen 1890 und 1910 (Fabrikgebäude), ehem. bezeichnet 1906 (Verwaltungsgebäude)                                           | straßenbildprägende Klinkerbauten, baugeschichtlich, technikhistorisch und ortsgeschichtlich von Bedeutung | 09291932 |
|                                         | Verwaltungsgebäude | Franz-Flemming-Straße 45 (Karte)                                                | 1897 (Verwaltungsgebäude) | imposanter Verwaltungsbau, Klinkerbau, Bogenlampenfabrik der Körting & Mathiesen Aktiengesellschaft, wichtiger Lampenproduzent für Bahn- und Stadtbeleuchtung, baugeschichtlich, industriegeschichtlich und ortsgeschichtlich von Bedeutung | 09291933 |
| Weitere Bilder                          | Mietshaus in halboffener Bebauung | Franz-Flemming-Straße 58 (Karte)                                                | um 1930 (Mietshaus) | aufwändig gegliederte Putzfassade im traditionalistischen Stil, erbaut als Arbeiterwohnhaus der Pianoforte-Mechaniken-Fabrik H. F. Flemming, baugeschichtlich von Bedeutung | 09291934 |
| Weitere Bilder                          | Fünf Mietshäuser in geschlossener Bebauung | Franz-Flemming-Straße 60; 62; 64; 66; 68 (Karte)                                | um 1910 (Mietshaus) | Putzfassaden, zum Teil Schablonenmalerei in den Treppenhäusern, erbaut als Arbeiterwohnhäuser der Pianoforte-Mechaniken-Fabrik H. F. Flemming, sozialgeschichtlich von Bedeutung | 09291935 |
|                                         | Mietshaus in geschlossener Bebauung | Franz-Flemming-Straße 70 (Karte)                                                | um 1885 (Mietshaus) | mit Tordurchfahrt, kräftig gegliederte historisierende Putzfassade, baugeschichtlich von Bedeutung | 09297819 |
|                                         | Mietshaus in geschlossener Bebauung und Hofgebäude | Franz-Flemming-Straße 72 (Karte)                                                | um 1900 (Mietshaus) | Vorderhaus mit Tordurchfahrt, kräftig gegliederte historisierende Putzfassade, Treppenhausfenster mit farbiger Bleiverglasung, baugeschichtlich von Bedeutung | 09291936 |
|                                         | Mietshaus in halboffener Bebauung | Franz-Flemming-Straße 74 (Karte)                                                | um 1895 (Mietshaus) | Klinkerfassade, Holzpaneele im Eingangsbereich, baugeschichtlich von Bedeutung | 09297818 |
|                                         | Doppelmietshaus (Bischofstraße 22 und Franz-Flemming-Straße 76) in geschlossener Bebauung und in Ecklage | Franz-Flemming-Straße 76 (Karte)                                                | um 1895 (Doppelmietshaus) | ehemals mit Eckladen, Putz-Klinker-Fassade, Stuck im Eingangsbereich, baugeschichtlich von Bedeutung | 09291130 |
|                                         | Einzeldenkmal der Sachgesamtheit Städtische Wohnanlage Hubert-Ritter-Siedlung (Obj. 09305261, Heimteichstraße 16–40): Mehrfamilienhäuser einer Wohnanlage | Gaußstraße 21; 23; 25; 27; 29; 31; 33 (Karte)                                   | 1925–1930 (Mehrfamilienwohnhaus)                                                                                             | Putzbauten mit Erkern im traditionalistischen Stil der 1920er Jahre, siehe auch Hellerstraße 19–27, Karl-Schurz-Straße 22–28 und Heimteichstraße 34–40, städtebaulich und sozialgeschichtlich von Bedeutung | 09292260 |
|                                         | Einzeldenkmal der Sachgesamtheit Wohnanlage Leutzsch des Bauvereins zur Beschaffung preiswerter Wohnungen (Obj. 09305608, Philipp-Reis-Straße 85–99): Mehrfamilienhaus einer Wohnanlage (bauliche Einheit mit Philipp-Reis-Straße 85–99) | Gaußstraße 55 (Karte)                                                           | 1937 (Mehrfamilienwohnhaus)                                                                                                  | zeittypische Putzfassade der 1930er Jahre, siehe auch Karl-Schurz-Straße 58–66 und Philipp-Reis-Straße 85–99, baugeschichtlich und sozialgeschichtlich von Bedeutung | 09292262 |
|                                         | Mietshaus in geschlossener Bebauung und in Ecklage | Georg-Schwarz-Straße 59 (Karte)                                                 | um 1890 (Mietshaus) | mit Tordurchfahrt und mit Eckkneipe, Klinkerfassade, baugeschichtlich von Bedeutung | 09292148 |
|                                         | Mietshaus in geschlossener Bebauung | Georg-Schwarz-Straße 61 (Karte)                                                 | um 1885 (Mietshaus) | historisierende Klinkerfassade, baugeschichtlich von Bedeutung | 09292149 |
|                                         | Mietshaus in geschlossener Bebauung | Georg-Schwarz-Straße 63 (Karte)                                                 | um 1885 (Mietshaus) | mit Tordurchfahrt und mit Läden, historisierende Klinkerfassade, baugeschichtlich von Bedeutung | 09292150 |
|                                         | Mietshaus in geschlossener Bebauung | Georg-Schwarz-Straße 65 (Karte)                                                 | 1899 (Mietshaus) | mit Tordurchfahrt, historisierende Klinkerfassade, baugeschichtlich von Bedeutung | 09292151 |
|                                         | Wohnhaus in geschlossener Bebauung | Georg-Schwarz-Straße 67 (Karte)                                                 | um 1880 (Wohnhaus) | mit Hausdurchgang und mit Laden, Putzfassade mit Sandsteingliederung, ortsentwicklungsgeschichtlich von Bedeutung | 09292145 |
|                                         | Mietshaus in geschlossener Bebauung | Georg-Schwarz-Straße 69 (Karte)                                                 | um 1890 (Mietshaus) | mit Hausdurchgang, historisierende Putzfassade, baugeschichtlich von Bedeutung | 09292146 |
|                                         | Mietshaus in geschlossener Bebauung und in Ecklage | Georg-Schwarz-Straße 70 (Karte)                                                 | um 1895 (Mietshaus) | mit Eckladen, historisierende Klinker-Putz-Fassade, Holzpaneele und Stuck im Eingangsbereich, eiserne Kellerschranke, baugeschichtlich von Bedeutung | 09297860 |
|                                         | Mietshaus in halboffener Bebauung | Georg-Schwarz-Straße 71 (Karte)                                                 | um 1890 (Mietshaus) | mit Hausdurchgang und mit Laden, historisierende Putzfassade, Ladenfront original, baugeschichtlich von Bedeutung | 09292147 |
|                                         | Mietshaus in geschlossener Bebauung und in Ecklage | Georg-Schwarz-Straße 72 (Karte)                                                 | bezeichnet 1902 (Mietshaus)                                                                                                  | mit Tordurchfahrt, ehemals mit Eckladen, Klinkerfassade, Wohnungstüren mit Supraporten, baugeschichtlich von Bedeutung | 09297861 |
|                                         | Mietshaus in geschlossener Bebauung konzipiert, sowie Werkstattgebäude im Hof und Nebengebäude im Hinterhof | Georg-Schwarz-Straße 84 (Karte)                                                 | bezeichnet 1905 (Mietshaus), 1904–1905 (Fabrikgebäude), 1902–1905 (Nebengebäude)                                             | Vorderhaus mit Tordurchfahrt und mit Laden, historisierende Klinker-Putz-Fassade mit Jugendstildekor, baugeschichtlich von Bedeutung Mitte April 1902 wurde Bauantrag gestellt für die Errichtung eines Vorder-, Hinter- und Werkstellengebäudes durch Franz Stirwocky, der dafür auf dem seinerzeit unter Hauptstraße 73 in Leutzsch geführten Grundstück ein Wohnhaus nebst Waschhaus abzubrechen gedachte. Nach Planänderungen und Genehmigung 1903 betreute der entwerfende Bautechniker Gustav Schubert das Vorhaben bis zur Schlussprüfung (Giebel bezeichnet 1905). Im Vorderhaus untergebracht waren je zwei Wohnungen in den oberen Etagen und wegen der Durchfahrt nur eine Ladenwohnung im Erdgeschoss. Die Mietparteien oben erhielten zwei Stuben, eine Kammer, Küche, Balkon, Korridor und AWC – das Dachgeschoss blieb unausgebaut, war für Bodenkammern und Trockenboden vorgesehen. Im Jahr 1904 entstand ein Werkstellengebäude im Hof mit Klempnerei in der oberen Etage, einer Tischler-Werkstelle ebenerdig sowie Lagerräumen im Keller. 1906–1908 war auf dem Grundstück die Fa. Högner & Weller, Fabrik für elektrische Apparate und Bedarfsartikel ansässig. Das Vorhaben eines Anbaus „für Betreibung eines Kinomathegraphischen Theaters“ 1909 kam wohl nicht zur Ausführung, wohl aber 1914/1915 die Einrichtung einer Kaffeewirtschaft. Sanierungs- und Umbauarbeiten erfolgten zwischen 2006 und 2010 nach Planvorlagen von Architektin Ramona Blaha sowie 2014/2015. Über der großzügig durchfensterten Geschäftszone des Erdgeschosses (in Abänderung der ursprünglichen Pläne) fassen zweiachsige, in übergiebelten Zwerchhäusern endende Seitenrisalite die klinkerverblendete Jugendstilfassade. Kunststeinformteile und insbesondere die floralen Schmuckplatten zwischen 1. und 2. Obergeschoss sowie die Reliefs mit Frauenköpfen an den Lisenen im dritten Stock sind Bestandteile der gliedernden Dekoration. 2015 Sanierung der Hofgebäude. Einer der architektonisch hervorstechenden Mietshausbauten in der Georg-Schwarz-Straße, baugeschichtlich bedeutsam, Zeugnis der Ortsentwicklung. LfD/2014, 2015 | 09292143 |
|                                         | Mietshaus in ehemals geschlossener Bebauung | Georg-Schwarz-Straße 87 (Karte)                                                 | um 1880 (Mietshaus) | mit Tordurchfahrt und ehemals mit originaler Ladenfront um 1910, Putzfassade, baugeschichtlich von Bedeutung | 09292320 |
|                                         | Mietshaus in geschlossener Bebauung | Georg-Schwarz-Straße 89 (Karte)                                                 | um 1880 (Mietshaus) | mit Hausdurchgang, Läden-Einbau um 1900, Putzfassade, baugeschichtlich von Bedeutung | 09292321 |
|                                         | Mietshaus in halboffener Bebauung | Georg-Schwarz-Straße 91 (Karte)                                                 | um 1880 (Mietshaus) | mit Ladeneinbau um 1910, Putzfassade, baugeschichtlich von Bedeutung | 09292322 |
|                                         | Mietshaus in ehemals halboffener Bebauung und in Ecklage | Georg-Schwarz-Straße 93 (Karte)                                                 | 1884 (Mietshaus) | mit Eckladen, Putzfassade, noch von spätklassizistischer Wirkung, baugeschichtlich von Bedeutung Mit einer über drei Etagen reichenden Putzfassade und verbrochener Ecke entstand 1884 ein Wohnhaus für insgesamt sechs Familien, initiiert von Maurer Friedrich Eduard Jänicke, der zugleich auch Ausführender war und als Bauleiter fungierte. Auf einen entwerfenden Baumeister oder Architekten gibt die Bauakte keine Auskunft. Der Sockel besteht aus sichtbelassenem Natursteinsockel mit ziegelgerahmten Kellerfenstern. Zeitgleich entstand rückwärtig ein Nebengebäude mit Waschküche – hier später Einrichtung von Räucherkammer sowie Schlachthaus – an welches ein kleiner Abortanbau gefügt wurde, denn das Wohngebäude selbst besaß keine Toiletten. Hierfür steht die Bauzeit 1933–1934, als an das Treppenhaus ein Anbau für Toiletten gesetzt wurde, bereits 1897 war an der Ecke ein Laden eingerichtet. Zeitweise leerstehend – gelungene, stimmige Sanierung 2015/2016. Der einfache Eckbau zur heutigen Straße Am langen Felde zeigt mit seinen Putzstrukturen klar die Intention eines einfachen, auf sozial schwache Mietinteressenten ausgerichtetes Mietshauses. Es besteht ein baugeschichtlicher und ortsentwicklungsgeschichtlicher Wert. LfD/2015, 2016 | 09292323 |
|                                         | Mehrfamilienhäuser einer Wohnanlage, mit Vorgarten | Georg-Schwarz-Straße 95; 97; 99 (Karte)                                         | 1930 (Wohnblock) | Putzfassade, Anklänge an den Stil der Moderne, siehe auch Am langen Felde 2–6, baugeschichtlich von Bedeutung | 09292263 |
|                                         | Wohnhaus in ehemals geschlossener Bebauung | Georg-Schwarz-Straße 104 (Karte)                                                | um 1880 (Wohnhaus) | schlicht gegliederte Putzfassade, Mansarddach, ortsentwicklungsgeschichtlich von Bedeutung | 09292280 |
|                                         | Mietshaus in halboffener Bebauung, mit seitlichem Vorgarten und Einfriedung | Georg-Schwarz-Straße 105 (Karte)                                                | bezeichnet 1905 (Mietshaus)                                                                                                  | mit Laden, Putzfassade mit Holzerker und Fachwerkgiebel, bleiverglaste Fenster, baugeschichtlich von Bedeutung | 09292326 |
| Weitere Bilder                          | Mietshaus in halboffener Bebauung, Hinterhaus sowie seitliche Toreinfahrt | Georg-Schwarz-Straße 107 (Karte)                                                | um 1905 (Mietshaus) | Vorderhaus mit Läden, kraftig gegliederte Putzfassade mit Kastenerker, zwischen Neobarock und Reformarchitektur, Holzverkleidung im Eingangsbereich, Wohnungstüren mit farbigem Glas, aufwändige Toreinfahrt mit Kunststeinpfeiler und schmiedeeisernem Gitter, baugeschichtlich von Bedeutung | 09292327 |
|                                         | Mietshaus in geschlossener Bebauung | Georg-Schwarz-Straße 109 (Karte)                                                | um 1905 (Mietshaus) | mit Läden, historisierende Putzfassade mit Jugendstil-Anklängen, Fronten der Läden original, Windfangtür im Eingangsbereich, baugeschichtlich von Bedeutung | 09296908 |
|                                         | Mietshaus in geschlossener Bebauung | Georg-Schwarz-Straße 110 (Karte)                                                | 1902–1903 (Mietshaus) | mit Tordurchfahrt, ehemals mit Laden, Klinkerfassade, baugeschichtlich von Bedeutung | 09292278 |
|                                         | Mietshaus in geschlossener Bebauung | Georg-Schwarz-Straße 111 (Karte)                                                | um 1900 (Mietshaus) | ehemals mit Laden, reich dekorierte Klinkerfassade, baugeschichtlich von Bedeutung | 09292331 |
|                                         | Mietshaus in geschlossener Bebauung | Georg-Schwarz-Straße 112 (Karte)                                                | 1902–1903 (Mietshaus) | mit Tordurchfahrt und mit Laden, Klinkerfassade, baugeschichtlich von Bedeutung | 09299432 |
| Weitere Bilder                          | Schulgebäude, mit Einfriedung und Toranlage an der Georg-Schwarz-Straße sowie Vorgarten und Einfriedung an der Sattelhofstraße | Georg-Schwarz-Straße 113 (Karte)                                                | 1901 (Schule), 1906 erweitert (Schule)                                                                                       | repräsentative Putzfassade, Windfangtür, siehe auch 157. Schule (Hans-Driesch-Straße 41/43), ortsgeschichtlich und baugeschichtlich von Bedeutung | 09292121 |
| Weitere Bilder                          | Mietshaus in geschlossener Bebauung und in Ecklage | Georg-Schwarz-Straße 114 (Karte)                                                | 1903–1906 (Mietshaus) | mit Ladenzone, historisierende Putzfassade mit Erker und Balkons, reiche Stuckgliederung und Ausmalung innen, baugeschichtlich von Bedeutung | 09292277 |
| Weitere Bilder                          | Mietshaus in geschlossener Bebauung und in Ecklage | Georg-Schwarz-Straße 120 (Karte)                                                | nach 1895 (Mietshaus) | mit Tordurchfahrt, mit Eckladen und mit Laden, Klinkerfassade, baugeschichtlich von Bedeutung | 09292276 |
|                                         | Mietshaus in geschlossener Bebauung und in Ecklage | Georg-Schwarz-Straße 122 (Karte)                                                | um 1900 (Mietshaus) | mit Eckladen und Laden, repräsentative Putz-Klinker-Fassade, Stuck im Eingangsbereich, ehemals einige Jalousieblenden, baugeschichtlich von Bedeutung | 09262419 |
|                                         | Mietshaus in geschlossener Bebauung | Georg-Schwarz-Straße 125 (Karte)                                                | um 1905 (Mietshaus) | mit Ladeneinbau, Klinkerfassade, baugeschichtlich von Bedeutung | 09292285 |
|                                         | Mietshaus in halboffener Bebauung | Georg-Schwarz-Straße 126 (Karte)                                                | 1898 (Mietshaus) | mit Hausdurchgang und Laden, Klinkerfassade, Ladenfront original, baugeschichtlich von Bedeutung Für die Errichtung des viergeschossigen Wohnhauses sowie eines einstöckigen Wasch- und Lagergebäudes 1898 steht Zimmermeister Max Scheller als Initiator, Finanzier und Ausführender, er war auch Besitzer des rechten Nachbargrundstückes. Links auf dem Grundstück von August Brehmer befand sich ein Obstweinrestaurant. Neben dem Durchgang im Parterre des Wohnhauses (seinerzeit) Hauptstraße 25 befand sich ebenerds nur eine Wohnung mit integriertem Laden, während die oberen Stockwerke zwei Wohnungen mit Klosetts auf halber Treppe aufwiesen. Die Rechnung für Bordsteine nebst Tagerinne datiert vom 14. Dezember 1898, während die abschließende Fertigstellung der gemeindlich vorgegebenen Pflasterarbeiten erst im Sommer des Jahres 1900 erfolgte. Im gleichen Jahr veranlasste Klempnermeister Rudolf Ernst einen Erweiterungsbau der Werkstatt (Übersetzung und Anbau), den er jedoch erst nach behördlicher Aufforderung im Bauverlauf zur Antragstellung brachte. Hier zeichnete Baumeister Carl Brömme, weitere Umbauten 1931 sowie 1934 für Wohnzwecke. Am 11. August 1913 begannen die Arbeiten für einen elektrischen Hausanschluss – der Vorstand des Gemeindeverbandes für das Elektrizitätswerk Leipzig-Land trug die Verantwortung. Pläne des Einbaus einer Abschwemmung tragen die Jahreszahl 1940, eine Bestätigung durch den VEB (K) Wasserwirtschaft Leipzig datiert jedoch erst von 1964. Zwischen Klinkersockel und klinkerverblendeten Obergeschossen steht heute ein geglättet verputztes Erdgeschoss. Kunststeinformteile fanden als Gesimse und Verdachungen Verwendung und es sind die jeweils beiden äußeren des nur sechs Achsen zählenden Hauses durch Gliederungen hervorgehoben, Ende 2019 war das Haus noch unsaniert. Neben den beiden originalen Ladenpfosten der Schaufront sind auch im Inneren zahlreiche Details der Erbauungszeit überkommen, das Hofgebäude besitzt keinen Denkmalwert. Baugeschichtlicher Wert. LfD/2018, 2019 | 09297851 |
|                                         | Mietshaus in ehemals geschlossener Bebauung | Georg-Schwarz-Straße 127 (Karte)                                                | um 1900 (Mietshaus) | mit Tordurchfahrt, mit Läden, Klinkerfassade, baugeschichtlich von Bedeutung | 09292286 |
|                                         | Villa mit Villengarten | Georg-Schwarz-Straße 128 (Karte)                                                | um 1885 (Villa) | historisierende Klinkerfassade, Anklängen an den Schweizerstil, Erinnerungswert als ehemalige Ausflugsgaststätte mit Gastwirtschaftsgarten, eine Zeit lang Kinderbibliothek Leutzsch, baugeschichtlich und ortsgeschichtlich von Bedeutung | 09292275 |
|                                         | Mietshaus in offener Bebauung und in Ecklage | Georg-Schwarz-Straße 130 (Karte)                                                | 1929–1934 (Haus Nummer 130)                                                                                                  | Putzfassaden, im Stil der 1930er Jahre, baugeschichtlich von Bedeutung Als Bauherr für das Wohnhaus trat im Herbst 1929 Arthur Müller auf, der auch die Ausführung und Bauleitung zu übernehmen gedachte und seine Unterschrift unter die statischen Berechnungen setzte. Der Erstentwurf gelangte nicht zur Umsetzung. Gemäß Ortsgesetz war für das Grundstück, seinerzeit Friedrich-Ebert-Straße 62, viergeschossige Bauweise ohne Dachwohnung vorgesehen. Behördlicherseits wurde über eine Verbreiterung der Straße von 13,50 Meter auf 18,00 Meter nachgedacht. Auch Ende November übersandte Deckzeichnungen führten noch nicht zu einem Baubeginn. Anfang 1932 hatte Müller das Grundstück um zwei Meter verbreitern können, da ihm auch das Nachbargrundstück (heute Nummer 132/132a) gehörte. Nun war ein Dreispänner geplant, mit zwei Ladenwohnungen im Erdgeschoss und einer Wohnung unterm Dach, der Keller sollte eine Waschküche und drei Gemeinschaftsbäder erhalten. Die Tekturen stammten wohl durch den Baumeister Charles Dähne. Wiederum neue Pläne, die gemäß der Richtlinien des „Programmes für 600 Kleinwohnungen des Rates“ im Jahr 1933 zur Vorlage gerieten, zeigten drei Kleinwohnungen in den Stockwerken, zwei Wohnbereiche im Parterre und einen nicht ausgebauten Dachboden. Endlich erfolgte 1934 die Erbauung des als steuerbefreiten Kleinwohnungsbau anerkannten Hauses. Alle Mietparteien konnten ein Innenklosett nutzen, zudem ein Gemeinschaftsbad und die Waschküche im Keller. Das im Januar 2020 noch unsanierte Haus besitzt eine Putzfassade über Klinkersockel und einen baulichen Zusammenhang mit dem links angrenzenden Doppelhaus. Eine Klinkerrahmung besitzt die Hauseingangstür, über der nicht die Treppenhausfenster, sondern die schmalen Toilettenfenster der Mittelwohnungen eingeordnet sind. Neben der Innenausstattung sind beinahe alle alten Fenster der Vorder- und Rückfront original erhalten. Das Gebäude zeigt den Bruch der historistischen und gründerzeitlichen Straßenbebauung, zeigt sich als Beispiel sozialen Wohnungsbaues zu Beginn der 1930er Jahre und besitzt somit einen baugeschichtlichen Wert. LfD/2020 | 09292274 |
|                                         | Mietshaus in ehemals geschlossener Bebauung | Georg-Schwarz-Straße 131 (Karte)                                                | um 1905 (Mietshaus) | mit Tordurchfahrt, Klinkerfassade, geätzte Treppenhausfenster, Verblendziegel und Fußbodenkacheln in der Tordurchfahrt, baugeschichtlich von Bedeutung | 09292289 |
|                                         | Doppelmietshaus in offener Bebauung und in Ecklage | Georg-Schwarz-Straße 132; 132a (Karte)                                          | 1929–1935 (Doppelmietshaus)                                                                                                  | Putzfassade, im Stil der 1930er Jahre, baugeschichtlich von Bedeutung | 09306938 |
|                                         | Mietshaus in halboffener Bebauung und in Ecklage | Georg-Schwarz-Straße 134 (Karte)                                                | um 1905 (Mietshaus) | mit Eckladen, Putzfassade mit Erkern, Reformarchitektur, baugeschichtlich von Bedeutung | 09292328 |
|                                         | Mietshaus in geschlossener Bebauung (bauliche Einheit mit Georg-Schwarz-Straße 137) | Georg-Schwarz-Straße 135 (Karte)                                                | um 1910 (Mietshaus) | mit Laden, Putzfassade, baugeschichtlich von Bedeutung | 09292296 |
|                                         | Mietshaus in geschlossener Bebauung | Georg-Schwarz-Straße 136 (Karte)                                                | um 1910 (Mietshaus) | mit Laden, Putzfassade mit zwei Erkern, Reformarchitektur, baugeschichtlich von Bedeutung | 09292329 |
|                                         | Mietshaus in geschlossener Bebauung (bauliche Einheit mit Georg-Schwarz-Straße 135) | Georg-Schwarz-Straße 137 (Karte)                                                | um 1910 (Mietshaus) | mit Laden, Putzfassade, baugeschichtlich von Bedeutung | 09291947 |
|                                         | Mietshaus in geschlossener Bebauung | Georg-Schwarz-Straße 138 (Karte)                                                | um 1910 (Mietshaus) | mit Läden, Putzfassade mit zwei Erkern und Balkons, Reformarchitektur, Terrazzo und Stuck im Eingangsbereich, bleiverglaste Treppenhausfenster, prachtvolle Wohnungstüren, baugeschichtlich von Bedeutung | 09292330 |
|                                         | Rathaus | Georg-Schwarz-Straße 140 (Karte)                                                | 1903–1904, bezeichnet 1903 (Rathaus)                                                                                         | reich gegliederter Neorenaissance-Bau mit Eckturm, mit Ladeneinbau und Tordurchfahrt an der Hans-Driesch-Straße, Windfangtür und Innentüren mit geätzter Verglasung; ortshistorisch, ortsbildprägend und baugeschichtlich von Bedeutung | 09292332 |
|                                         | Mietshaus in halboffener Bebauung | Georg-Schwarz-Straße 146 (Karte)                                                | 1924–1928 (Mietshaus) | Gelände gehört zur Leutzscher Kirche, ungewöhnlich gestaltete Putzfassade, gesamte Innenausstattung original, unter anderem bleiverglaste Treppenhausfenster, baugeschichtlich von Bedeutung Erste Entwürfe für einen Wohnhausbau beauftragte 1924 die durch Dr. W. Praetorius vertretene Gemeinnützige Baugesellschaft Leutzsch bei Architekt J. Hesse, Büro für Architektur und Bauleitung, die Pläne wurden jedoch nicht ausgeführt. Hesse blieb auch im Geschäft, als 1927 das Pfarrlehn zu Leutzsch, vertreten durch den Kirchenvorstand, Grundstück und Bauplanung übernahm. Umgesetzt wurden überarbeitete, 1928 vorgelegte Pläne mit jeweils zwei Vierraum-Wohnungen in jeder Etage sowie einer Wohnung unterm Dach. Statische Berechnungen legte die Fa. Knopf & Mucke vor. Zum 14. Dezember des Jahres erfolgte die Gebrauchsabnahme. Der in halboffener Bebauung stehende, recht kompakte Baukörper mit Putzfassade, expressionistischer Art-Déco-Dekoration im Traufbereich und einer komplett erhaltenen, außerordentlich qualitätvollen Ausstattung. Bemerkenswert vor allem die Wandgliederung des Eingangsbereiches und die hier noch originalen Lampen. Ungewöhnliche Fassadengestaltung und der hohe Bestand originaler Details weisen auf einen baugeschichtlichen Wert. LfD/2013, 2015 | 09292281 |
|                                         | Mietshaus in halboffener Bebauung und in Ecklage | Georg-Schwarz-Straße 147 (Karte)                                                | um 1915 (Mietshaus) | mit Läden, Putzfassade mit zwei Eckerkern, Terrazzo und Holzpaneele im Eingangsbereich, Treppenhausfenster mit Resten geätzter Verglasung, baugeschichtlich von Bedeutung | 09297831 |
|                                         | Mietshaus in geschlossener Bebauung | Georg-Schwarz-Straße 150 (Karte)                                                | um 1900 (Mietshaus) | mit Laden, Klinkerfassade, geätzte Treppenhausfenster, baugeschichtlich von Bedeutung | 09292282 |
|                                         | Mietshaus in geschlossener Bebauung | Georg-Schwarz-Straße 151 (Karte)                                                | um 1915 (Mietshaus) | Putzfassade, Terrazzo im Eingangsbereich, baugeschichtlich von Bedeutung | 09297832 |
| Weitere Bilder                          | Mietshaus in geschlossener Bebauung | Georg-Schwarz-Straße 153 (Karte)                                                | um 1935 (Mietshaus) | zeittypische Putzfassade, mit Balkons, Erdgeschoss Naturstein, Putzrelief im Eingangsbereich, baugeschichtlich von Bedeutung | 09292298 |
|                                         | Mietshaus in geschlossener Bebauung | Georg-Schwarz-Straße 155 (Karte)                                                | um 1900 (Mietshaus) | historisierende Klinkerfassade, baugeschichtlich von Bedeutung | 09292293 |
|                                         | Mietshaus in geschlossener Bebauung und in Ecklage | Georg-Schwarz-Straße 157 (Karte)                                                | um 1900 (Mietshaus) | mit Eckladen und zwei Läden (darunter ehemalige Bäckerei), repräsentative Klinkerfassade, geätzte Treppenhausfenster, baugeschichtlich von Bedeutung | 09292292 |
|                                         | Mietshaus in geschlossener Bebauung | Georg-Schwarz-Straße 159 (Karte)                                                | um 1905 (Mietshaus) | Klinkerfassade, Stuckkehle und Deckenausmalung im Eingangsbereich, baugeschichtlich von Bedeutung | 09292291 |
|                                         | Mietshaus in geschlossener Bebauung | Georg-Schwarz-Straße 161 (Karte)                                                | 1899–1901 (Mietshaus) | Klinkerfassade, Stuckkehle im Eingangsbereich, baugeschichtlich von Bedeutung Gleichzeitig mit dem Nachbarhaus der damaligen Barneckerstraße (heute Georg-Schwarz-Straße 163) wurde im September 1899 der Bauantrag gestellt von Carl Albert Hönemann, der als Bauherr auftrat. Für Nummer 161 erhielt Otto Zäperd den Auftrag bezüglich Ausführung und Bauleitung. Die Fertigstellung des Hauses Barneckerstraße 19 zog sich bis März 1901 hin, unter der seit dem Jahr 1900 neuen Besitzerin Frau Marie Stender. Danach übernahm 1902 Glasermeister Karl Friedrich Leopold Endert aus Böhlitz-Ehrenberg das Grundstück. Hinter der axialsymmetrisch aufgebauten Schaufront zur Straße lagen pro Etage zwei Dreiraumwohnungen mit Außenklosett. Das Parterre ist heute leider geglättet, der Mauersteinsockel überstrichen, die Fläche der oberen Etagen noch original mit rötlichen Sichtklinkern verblendet. Betonkunststein sowie reicher Stuck aus dem Formenrepertoire des Historismus über den Fenstern und als Zahnschnitt-Konsol-Gesims unter dem Traufkasten geben dem Haus ein festliches Erscheinungsbild. Mittig ist der Hauseingang mit Oberlicht und bauzeitlicher hölzerner Tür eingeordnet, die historische Ausstattung weitgehend überkommen. Im September 2019 war die Mehrzahl der historischen Holzfenster auch straßenseitig noch erhalten! Das Gebäude dokumentiert mit seinem umfassenden originalen Bestand eine entscheidende Phase der Ortsentwicklung des Vorortes Leutzsch und besitzt einen baugeschichtlichen Wert. LfD/2019 | 09292290 |
|                                         | Mietshaus in geschlossener Bebauung | Georg-Schwarz-Straße 165 (Karte)                                                | 1899–1900 (Mietshaus) | Klinkerfassade, Stuckkehle im Eingangsbereich, baugeschichtlich von Bedeutung Auf dem Grundstück Barneckerstraße 15 (später Nummer 21) entstand nach Bauantrag ab Sommer 1899 ein viergeschossiges Mietwohngebäude nebst Waschküche für und durch Carl Albert Hönemann. Zum 20. Januar 1900 erfolgte die Schlussabnahme, am 28. Juni des Jahres die Anzeige über abgeschlossene Herstellung des Fußweges mit Mosaikpflaster. Für das 432 Quadratmeter zählende Grundstück – bestehend aus Wohnhaus, Waschhaus und Garten – sind in den Folgejahren mehrfach Besitzerwechsel aktenkundig. In jeder der beiden Wohnungen pro Etage lagen um einen Korridor zwei Zimmer, eine Kammer und die Küche. 1928 erhielt die Eigentümerin Margarethe verwitwete Flemming die von ihr nachgesuchte Genehmigung für einen Ladeneinbau, der augenscheinlich nicht erfolgte. Am 13. Oktober 1940 erfolgte die Festlegung „der Stelle des vorzunehmenden Mauerdurchbruches“ nach vorgenommener Besichtigung. Diese Durchbrüche, mehrheitlich erst 1941 im gesamten Stadtgebiet vorgenommen, betrafen die zu den Nachbarhäusern unmittelbar angrenzenden Brandmauern im Kellergeschoss und dienten der weiteren Kriegsvorbereitung. Aus dem Jahr 1980 datieren Unterlagen für den Einbau der Abschwemmung, sprich Umrüstung der Klosetts auf Wasserspülaborte. Hervorgehoben sind die mittleren Geschosse mit historistischen Schmuckplatten über den Fensterstürzen sowie Historismusdekor in den Verdachungen der jeweils beiden seitlichen Fensterachsen. Aus Kunststein bestehen hier die Fensterrahmungen. Sockelbereich und die oberen Stockwerke sind verklinkert, das Parterre verputzt und mit kräftigen Nutungen versehen. Ihres Schmuckwerks beraubt zeigte sich die Traufzone vor der Sanierung 2018–2019 (Nachbildung der Stuckdekoration nach Analogien). Original zeigte sich die hinter der Eingangstür mit rundbogigem Oberlicht erhaltene Ausstattung des Hauses noch im Herbst 2008. Das Gebäude in geschlossener Zeilenbebauung besitzt einen baugeschichtlichen Wert. LfD/2019 | 09292299 |
|                                         | Mietshaus in geschlossener Bebauung | Georg-Schwarz-Straße 166 (Karte)                                                | bezeichnet 1900 (Mietshaus)                                                                                                  | mit Tordurchfahrt und mit Laden, Klinkerfassade, Giebel mit Gespärre, baugeschichtlich von Bedeutung | 09292319 |
|                                         | Mietshaus in geschlossener Bebauung | Georg-Schwarz-Straße 168 (Karte)                                                | bezeichnet 1912 (Mietshaus)                                                                                                  | Putzfassade, Wand- und Deckenstuck, bleiverglaste Treppenhausfenster, eisernes Treppenhaus, Reformarchitektur, baugeschichtlich von Bedeutung | 09292318 |
| Weitere Bilder                          | Mietshaus in halboffener Bebauung und in Ecklage | Georg-Schwarz-Straße 169 (Karte)                                                | 1899 (Mietshaus) | mit Eckladen, Klinkerfassade, Stuckkehle im Eingangsbereich, baugeschichtlich von Bedeutung | 09292302 |
|                                         | Mietshaus in geschlossener Bebauung | Georg-Schwarz-Straße 170 (Karte)                                                | 1912 (Mietshaus) | mit Laden, Putzfassade, bleiverglaste Treppenhausfenster, Terrazzo im Eingangsbereich, Reformarchitektur, baugeschichtlich von Bedeutung | 09292317 |
|                                         | Mietshaus in halboffener Bebauung und in Ecklage | Georg-Schwarz-Straße 171 (Karte)                                                | um 1895 (Mietshaus) | mit Eckladen, Klinkerfassade, Holzpaneele, Stuckkehle und Art-Déco-Ausmalung im Eingangsbereich, Windfangtür, vollständig ausgemaltes Treppenhaus, baugeschichtlich von Bedeutung | 09292283 |
|                                         | Mietshaus in geschlossener Bebauung | Georg-Schwarz-Straße 172 (Karte)                                                | 1912 (Mietshaus) | mit zwei Läden, Putzfassade, bleiverglaste Treppenhausfenster, Ladenfront original, Reformarchitektur, baugeschichtlich von Bedeutung | 09292316 |
|                                         | Mietshaus in geschlossener Bebauung | Georg-Schwarz-Straße 173 (Karte)                                                | um 1900 (Mietshaus) | mit Tordurchfahrt und mit Laden, Klinkerfassade, geätzte Treppenhausfenster, baugeschichtlich von Bedeutung | 09291152 |
|                                         | Mietshaus in geschlossener Bebauung | Georg-Schwarz-Straße 174 (Karte)                                                | 1912 (Mietshaus) | mit Laden, Putzfassade, bleiverglaste Treppenhausfenster, Reformarchitektur, baugeschichtlich von Bedeutung | 09292315 |
|                                         | Mietshaus in geschlossener Bebauung, Werkstattgebäude im Hof und Hofpflasterung | Georg-Schwarz-Straße 175 (Karte)                                                | 1899–1900 (Mietshaus), 1900–1901 (Werkstatt), 1924–1925 (Werkstatt)                                                          | Vorderhaus mit Tordurchfahrt und Laden, Klinkerfassade, Ladenfront original, baugeschichtlich von Bedeutung In den Jahren 1899 und 1900 entstand das Mietshaus im geschlossenen Straßenzug für und durch den Bauunternehmer Friedrich Hermann Rödiger mit Durchfahrt, Ladenwohnung, einer weiteren Wohneinheit im Erdgeschoss sowie jeweils zwei Mietbereichen in den oberen Stockwerken. Die Fassade in den oberen Etagen und der Sockel sind klinkersichtig, das Erdgeschoss ist (heute geglättet) verputzt. Aufwändigen historistischen Stuckdekor zeigen die Fensterverdachungen der beiden mittleren Geschosse, die Traufe ist geglättet. Im Hof entstanden bis 1901 ein Waschhaus sowie Wirtschaftsgebäude und Schuppen, zunächst für eine Bäckerei nebst Pferdestall, genannt werden aber auch eine Tischlerwerkstatt, eine Schmiede, diese wurde später um Stellmacherei und eine Niederlage ergänzt. 1939 ist die Mechanische Werkstatt Carl Brehme auf dem Grundstück ansässig. Die historische Ladenfront im Juli 2016 noch weitgehend erhalten. Störfaktoren für das Erscheinungsbild des historistischen Hauses sind Glättung und Farbe des Erdgeschosses sowie das gänzlich unpassende Tor der Durchfahrt. Insgesamt dokumentiert das Gebäude den Erweiterungsprozess in Leutzsch, besitzt das Mietshaus einen baugeschichtlichen und ortsteilentwicklungsgeschichtlichen Wert. LfD/2015, 2016 | 09297817 |
|                                         | Mietshaus in geschlossener Bebauung und in Ecklage | Georg-Schwarz-Straße 176 (Karte)                                                | um 1900 (Mietshaus) | mit Eckkneipe und mit Laden, Klinkerfassade mit Eckbetonung, Holzpaneele im Eingangsbereich, baugeschichtlich von Bedeutung | 09292314 |
|                                         | Mietshaus in geschlossener Bebauung | Georg-Schwarz-Straße 177 (Karte)                                                | um 1890 (Mietshaus) | mit Hausdurchgang und Laden, Klinkerfassade, baugeschichtlich von Bedeutung | 09297816 |
|                                         | Mietshaus in geschlossener Bebauung | Georg-Schwarz-Straße 178 (Karte)                                                | 1901–1902 (Mietshaus) | mit Läden, Klinkerfassade, Wand- und Deckenstuck im Eingangsbereich, baugeschichtlich von Bedeutung | 09292313 |
|                                         | Mietshaus in geschlossener Bebauung | Georg-Schwarz-Straße 180 (Karte)                                                | um 1900 (Mietshaus) | mit Tordurchfahrt, mit Laden, Klinkerfassade, baugeschichtlich von Bedeutung | 09292312 |
|                                         | Mietshaus in geschlossener Bebauung | Georg-Schwarz-Straße 182 (Karte)                                                | um 1895 (Mietshaus) | mit Tordurchfahrt und Laden, Klinkerfassade, baugeschichtlich von Bedeutung | 09292311 |
|                                         | Mietshaus in geschlossener Bebauung und zwei aneinandergebaute Werkstattgebäude im Hof | Georg-Schwarz-Straße 184 (Karte)                                                | um 1895 (Mietshaus) | Vorderhaus mit Tordurchfahrt und mit zwei Läden, Klinkerfassade, farbig geätzte Treppenhausfenster, baugeschichtlich von Bedeutung | 09297834 |
|                                         | Fabrikgebäude | Georg-Schwarz-Straße 185 (Karte)                                                | 1910 (Fabrik) | bemerkenswerte Putzfassade, Architekten: Schmidt & Johlige, Reformarchitektur, baugeschichtlich, technikhistorisch und ortsgeschichtlich von Bedeutung; Ehemals Photographische Fabrik Hoh & Hahne, VEB Polygraph Reprotechnik | 09298615 |
|                                         | Mietshaus in geschlossener Bebauung | Georg-Schwarz-Straße 186 (Karte)                                                | um 1905 (Mietshaus) | mit Tordurchfahrt und mit Laden, Klinkerfassade, bleiverglaste Treppenhausfenster, baugeschichtlich von Bedeutung | 09292310 |
|                                         | Mietshaus in geschlossener Bebauung | Georg-Schwarz-Straße 188 (Karte)                                                | um 1895 (Mietshaus) | mit Tordurchfahrt und mit Laden, Klinkerfassade, baugeschichtlich von Bedeutung | 09291015 |
|                                         | Mietshaus in geschlossener Bebauung | Georg-Schwarz-Straße 190 (Karte)                                                | um 1905 (Mietshaus) | mit Laden, Klinker-Putz-Fassade, Ladenfront original, Gemälde im Eingangsbereich, Reste bleiverglaster Treppenhausfenster, baugeschichtlich von Bedeutung | 09292301 |
|                                         | Mietshaus in geschlossener Bebauung und in Ecklage | Georg-Schwarz-Straße 192 (Karte)                                                | 1903–1904 (Mietshaus) | straßenbildcharakterisierender Eckbau mit ehemals zwei Eckläden, Klinkerfassade, baugeschichtlich von Bedeutung Auf einem spitzwinklig zulaufenden Eckgrundstück zur heutigen Blüthnerstraße entstand 1903/1904 ein Wohngebäude in halboffener Bebauung für Tischlermeister Herman Alfred Mai aus Kleinzschocher durch den als Ausführenden genannten Robert Geißler. Nach Zwangsversteigerung legte Ofen- und Herdfabrikant Hezinger aus Crimmitschau 1905 Tekturpläne für die Erdgeschossaufteilung sowie das Wasch- und Blumenhaus vor, die oberen Etagen mit je drei Wohnungen waren entsprechend den Planunterlagen von 1903 ausgeführt. Eingerichtet war noch 2008 ein Laden an der dreifach gebrochenen Ecke (ehemals zwei Geschäfte), erhalten sind die für die Erbauung im Zeitraum des Jugendstils ungewöhnlichen Fensterrahmungen aus Kunststein. Die Fassade besitzt ein verputztes, zwischenzeitlich geglättetes Parterre zwischen Klinkersockel und sichtbarem Blendmauerwerk in den oberen Geschossen. Während die handwerklich solide Ausstattung des Historismus und Jugendstils im Inneren erhalten ist, wurden Ladenfront, Hauseingangstür und sämtliche Fenster in den 1990er Jahren durch wenig ansprechende Produkte aus Kunststoff ersetzt, während der (nach Brandschäden) überaus verdienstvollen Sanierung 2017/2018 wurde dies korrigiert, eine neue Hauseingangstür dem Stil der Erbauungszeit nachempfunden. Die Geschäftsbereiche und Ladenfronten hingegen sind verloren, heute als Wohnraum vermietet. Für das städtebaulich sehr wirkungsvolle Eckgebäude ist ein baugeschichtlicher Wert festzuhalten. LfD/2018, 2019 | 09292300 |
|                                         | Doppelmietshaus (mit Blüthnerstraße 32) in halboffener Bebauung und in Ecklage | Georg-Schwarz-Straße 194 (Karte)                                                | um 1900 (Doppelmietshaus) | mit Eckladen und Laden, Klinkerfassade, Ausmalung im Eingangsbereich und Stuckgliederung, baugeschichtlich von Bedeutung | 09292304 |
|                                         | Mietshaus in geschlossener Bebauung | Georg-Schwarz-Straße 196 (Karte)                                                | um 1895 (Mietshaus) | mit Tordurchfahrt, ehemals mit Laden und Gaststätte, Klinkerfassade, geätzte Treppenhausfenster, baugeschichtlich von Bedeutung | 09292309 |
|                                         | Mietshaus in geschlossener Bebauung | Georg-Schwarz-Straße 198 (Karte)                                                | um 1895 (Mietshaus) | mit Tordurchfahrt, Klinkerfassade, bleiverglaste Treppenhausfenster, baugeschichtlich von Bedeutung | 09292308 |
|                                         | Mietshaus in geschlossener Bebauung | Georg-Schwarz-Straße 200 (Karte)                                                | um 1895 (Mietshaus) | mit Hausdurchgang, Klinkerfassade, geätzte Treppenhausfenster, baugeschichtlich von Bedeutung | 09292307 |
|                                         | Mietshaus in geschlossener Bebauung | Georg-Schwarz-Straße 202 (Karte)                                                | um 1895 (Mietshaus) | mit Laden, Klinkerfassade, geätzte Treppenhausfenster, Stuckkehle im Eingangsbereich, baugeschichtlich von Bedeutung | 09292306 |
|                                         | Doppelmietshaus (mit Karl-Schurz-Straße 41) in halboffener Bebauung und in Ecklage | Georg-Schwarz-Straße 204 (Karte)                                                | um 1905 (Hälfte eines Doppelmietshauses)                                                                                     | mit zwei Läden, historisierende Putzfassade, Stuckkehle im Eingangsbereich, schönes Treppenauge, baugeschichtlich von Bedeutung | 09292303 |
| Weitere Bilder                          | Zwei Eisenbahnerwohnhäuser in offener Bebauung | Georg-Schwarz-Straße 222; 224 (Karte)                                           | um 1910 (Eisenbahnerwohnhaus)                                                                                                | zwischen zwei Eisenbahnunterführungen gelegen, zeittypische Putz-Klinker-Fassade, baugeschichtlich, verkehrsgeschichtlich und ortsentwicklungsgeschichtlich von Bedeutung | 09297863 |
| Direkt Bild zu diesem Denkmal hochladen | Gartenpavillon | Grabaustraße (Karte)                                                            | um 1895 (Gartenpavillon) | gründerzeitlicher Gartenpavillon, Fachwerkkonstruktion mit Ziegelausfachung, Seltenheitswert, ehemals zum Grundstück Hans-Driesch-Straße 18 gehörig, baugeschichtlich von Bedeutung | 08967481 |
| Direkt Bild zu diesem Denkmal hochladen | Wohnhaus in offener Bebauung, mit Hausgarten, Einfriedungsmauern der Garagenzufahrt und Einfriedung mit Toreinfahrt und Pforte | Grabaustraße 11 (Karte)                                                         | 1937 (Wohnhaus) | zeittypische Putzfassade, bleiverglaste Treppenhausfenster, im traditionalistischen Stil der 1930er Jahre, schöner Garten, baugeschichtlich von Bedeutung Als anerkanntes steuerbefreites Eigenheim entstand 1937 nach den im Vorjahr von Architekt Arthur Naumann gefertigten Plänen ein kompakt wirkendes zweigeschossiges Gebäude mit Putzfassade (Münchner Rauputz) und einem Biberschwanz-gedeckten Walmdach. Auftraggeber war der Ingenieur Alfred Witte, Ausführender die Bauunternehmung Eduard Steyer. Wohn- und Speisezimmer erhielten Parkett, die übrigen Wohnräume Holzfußboden und die Diele einen Plattenbelag. Die innere Erschließungstreppe wurde aus Holz gefertigt. Verwendung fanden Blendrahmen-Doppelrahmen-Fenster nach System Wagner sowie im Esszimmer ein Schiebefenster System Tempo. Waschhaus und eine Garage waren im Kellergeschoss angeordnet, im Jahresverlauf kam ein Luftschutzkeller hinzu. Die Einfriedung besteht aus Natursteinmauerwerk mit schmiedeeisernen Gittern, Pforte und Eingangstor. Die reserviert-freundliche Wirkung bezieht das elegante Haus aus dem Zusammenklang von roter Dacheindeckung, hellem Nesterputz, sowie einem Sockel und Gliederungen durch dunkle Natursteinplatten und nicht zuletzt den Fenstern nebst Gittern und Läden. Für das Wohnhausgrundstück der 1930er Jahre ist ein baugeschichtlicher Wert zu reklamieren. LfD/2012, 2016 | 09292099 |
|                                         | Villa mit Villengarten, Gartenpavillon und Einfriedung | Grabaustraße 15 (Karte)                                                         | um 1910 (Villa) | zeittypische Putzfassade, mit Wintergarten, bleiverglaste Treppenhausfenster, Reformarchitektur, seltene sibirische Ulme im Vorgarten, ortshistorisch und baugeschichtlich von Bedeutung | 09292098 |
|                                         | Ehemaliges Ausflugslokal mit Saalanbau | Gustav-Esche-Straße 1 (Karte)                                                   | 1889–1890 (Gasthaus), 1894 (Anbau)                                                                                           | Putz-Klinker-Fassade mit Fachwerk-Obergeschoss, im Landhausstil, baugeschichtlich von Bedeutung | 09291938 |
| Direkt Bild zu diesem Denkmal hochladen | Ehemaliges Forsthaus, Nebengebäude (Pferdestall mit Gerätehaus und Wildkammer), Werkstattgebäude (Holzbearbeitungswerkstatt) sowie Hofpflaster und weitläufige Gartenanlage | Gustav-Esche-Straße 2 (Karte)                                                   | 1887–1888 (Forsthaus), 1887 (Garten)                                                                                         | städtisches Forsthaus im Leutzscher Holz, an der Thüringer Eisenbahn, Putzfassade mit Naturstein- und Fachwerkelementen, Architekt: Stadtbaurat Hugo Licht, Gartengestaltung durch Ratsgärtner Carl Otto Wittenberg, kunsthistorisch und baugeschichtlich von Bedeutung Das ehemalige Forsthaus Burgaue, 1887 bis 1888 im Auftrag des Rates des Stadt Leipzig nach Plänen des Architekten und Leiters des Leipziger Hochbauamtes Hugo Licht errichtet, zeigt ein vom Heimatstil beeinflusstes, pittoresk historistisches Erscheinungsbild. Villenartig wirkt der durch einen Eckturmaufsatz wirkungsvoll in Szene gesetzte Wohnhausbau (leider noch ohne rekonstruierte Spitze), dem ein Wirtschaftsgebäude mit Stall, Geräteraum, Wildkammer und Räumen zur Aufnahme von Wildfutter seitlich beigestellt ist. Eingebettet sind die Baulichkeiten in eine von Ratsgärtner Carl Otto Wittenberg konzipierte Gartenanlage. Erhalten sind die natursteingepflasterte Zufahrt und die äußere saumartige Gehölzpflanzung, ein durch Obstbaumbestand kenntlicher Nutzgartenbereich, landschaftlich gestaltete Partien insbesondere durch Ziersträucher, weiterhin Aufbauten und Kanten der ehemals wassergebundenen befestigten Wege- und Platzflächen, ein halbrunder Sitzplatz sowie Hauptsichtbeziehungen vom Forsthaus ausgehend über den heute verlandeten und teilweise verschütteten Teich. Das Wohnhaus zeigt Einflüsse des Burgenstils unter anderem durch den Natursteinsockel aus Zyklopenmauerwerk und die teils kräftigen Fensterrahmungen, die Sichtbelassung der Werksteine aus Rochlitzer Porphyrtuff. Ideen des Heimatstils zeigen Sichtfachwerk und hölzerne Klappläden an den Fenstern. Kontrastreich wirkten hierzu die weiß geputzten Wandflächen und die bauzeitlich verschiedenfarbigen glasierten Dachziegel (vgl. hier das Predigerhaus am Leipziger Nikolaikirchhof). Neben den Wohnräumen besaß das Haus im Erdgeschoss ein Dienstzimmer nebst Vorraum. Eine zur Straße liegende und mit einer Säule gestützte Vorhalle besitzt einen Zahnschnittfries, links daneben ist ein Wappenstein aus Rochlitzer Porphyrtuff mit dem Leipziger Stadtwappen vermauert, damit auf die städtische Liegenschaft des Forsthauses verweisend. Bemerkenswert die erhaltene baugebundene Ausstattung überdurchschnittlicher Qualität. Es besteht ein baugeschichtlicher, baukünstlerischer, stadtgeschichtlicher und forsthistorischer Wert, zudem ist ein Seltenheitswert festzuhalten. LfD/2017, 2019 | 09292270 |
| Direkt Bild zu diesem Denkmal hochladen | Polizeikaserne, mit Wachgebäude an der Straße | Hans-Driesch-Straße 1 (Karte)                                                   | 1938 (Polizeikaserne) | Kaserne in umfriedeter Anlage seitlich zur Straße, zeittypische Putzfassade, ortsgeschichtlich von Bedeutung | 09292053 |
| Weitere Bilder                          | Villa mit Remisengebäude, Einfriedung sowie Villengarten (mit Teich) | Hans-Driesch-Straße 2 (Karte)                                                   | 1902 (Villa) | repräsentativer, historisierender Putzbau mit Turm, erbaut für die Leipziger Kaufmannsfamilie Anton Mädler, Mitinhaber der Koffer- und Lederwarenfabrik Moritz Mädler, ortsgeschichtlich und baugeschichtlich von Bedeutung; Architekt Julius Zeißig | 09292052 |
|                                         | Schützenhaus (mit Gaststätte, Saal und Vereinszimmer) | Hans-Driesch-Straße 2b (Karte)                                                  | 1919–1920, viell. älter (Schützenhaus)                                                                                       | Schützenhof der Leipziger Schützengesellschaft, Putzbau mit Anklänge an den Schweizerstil, ortsgeschichtlich von Bedeutung | 09292244 |
| Direkt Bild zu diesem Denkmal hochladen | Kutscherhaus eines Villengrundstücks | Hans-Driesch-Straße 4 (Karte)                                                   | um 1900 (Kutscherwohnung) | Putzfassade mit Fachwerkerker, ursprünglich zur Mädlervilla Hans-Driesch-Straße 2 oder zur Villa Hans-Driesch-Straße 6 gehörig, baugeschichtlich von Bedeutung | 09292051 |
| Direkt Bild zu diesem Denkmal hochladen | Villa mit Vorgarten und Einfriedung | Hans-Driesch-Straße 6 (Karte)                                                   | um 1910 (Villa) | Putzfassade, zwischen Historismus und Reformstil, baugeschichtlich von Bedeutung | 09292050 |
| Direkt Bild zu diesem Denkmal hochladen | Villa mit Vorgarten und Einfriedung | Hans-Driesch-Straße 10 (Karte)                                                  | 1912 (Villa) | Putzfassade, Bleiglasfenster, originale Ausstattung, Reformarchitektur, baugeschichtlich von Bedeutung | 09292049 |
| Weitere Bilder                          | Villa mit Villengarten, zwei Gartenpavillons, Remisengebäude und Einfriedung | Hans-Driesch-Straße 17 (Karte)                                                  | 1909 (Villa), 1937–1938 (Remisengebäude), 1909 und 1920 (Einfriedung)                                                        | zeittypische Putzfassade, Reformarchitektur, im Innern Marmorausstattung, Stuck und originale Ausmalung, Fenster mit Bleiverglasung und Glasmalerei, zeitweise Wohnort von Ingenieur und Fabrikbesitzer Karl Michler (Mitinhaber der Eisengießerei Edmund Becker & Co.), Teich und Neugierde im Garten, ortshistorisch, baugeschichtlich und personengeschichtlich von Bedeutung Jenny Jacob geb. Auerbach erwarb das Grundstück von der Stadtrats-Witwe Marie Karoline Louise Fiedler geb. Matthai in Leipzig und unterzeichnete im April 1909 den Bauantrag für ein Landhaus, dessen Ausführung und Statik der Baumeister F. Schirmer übernahm, die Schlussprüfung fand bereits Mitte November des gleichen Jahres statt. Das Unternehmen J. Jacob Rauchwaren-Commission war international tätig und alleiniger Vertreter der Rauchwarenfärberei und Blenderei Gurchowitch & Cie. in Asnières bei Paris für Deutschland, Russland und Österreich. Im Jahr 1919 erstellte Architekt Reinhold Kretzschmar straßenseitig die Einfassung einer vor dem Grundstück liegenden, städtischen Grünfläche. Besitzer der Immobilie war zu diesem Zeitpunkt der Fabrikdirektor Carl Brunn. Er veranlasste 1920 die „Errichtung zweier Garderobenräume nebst Überdachung der Freitreppe und eines Verandaanbaues an der Hinterfront“, wozu Architekt Hermann Knaus hinzugezogen wurde, zeitgleich kamen neue Pläne für eine Einfriedung zur Vorlage. Als nächster Eigentümer steht die Eisengießerei Edmund Becker & Co.AG für Generaldirektor Konsul Carl Michler [auch Karl Michler] im Grundbuch, die 1939 eine rückwärtige Verandaerweiterung mit Umnutzung zum Wintergarten beantragte. 1940 war diese abgeschlossen, nach Entwurf und unter der Bauleitung des renommierten Architekturbüros von Emil Franz Hänsel und seinem Schwiegersohn Gero Schilde. Unmittelbar nach Kriegsende kam es 1945/1946 zur Wohnungsteilung im 1. Obergeschoss und im Erdgeschoss (Architekt E. Steindorf). Noch 1993 bot das Villengebäude zum Zeitpunkt der Erfassung ein eindrucksvolles Erscheinungsbild mit einer Putzfassade im Duktus zwischen Reformarchitektur und Neobarock, malerisch eingebettet inmitten des großzügigen Grundstücks, als Baumasse gefügt mit unterschiedlichen Anbauten und raffinierten Übergängen in den gestalteten Garten mit kleinem Teich (Gartendenkmal). Der großzügige Dielenbereich der Villa hat ursprünglich teilweise farbige Marmorverkleidungen, Holzpaneele, Bleiglasfenster und originale Türen, Stuckdekoration und Ausmalung. Zum Baudenkmal gehören die Villa, die Einfriedung und die infolge fehlender Unterhaltung ruinösen Pavillons. Erhalten ist auch die terrassierte gärtnerische Anlage nebst strukturgebendem Gehölzbestand, Wegenetz und Neugierde zwischen Grundstücksgrenze und Einfahrt, verloren sind dagegen die zahlreichen Plastiken und Skulpturen der Anlage. Pyramidenpappeln setzen vertikale Akzente insbesondere an den Grundstücksgrenzen, um den ehemals gehölzfreien zentralen Gartenbereich vor der Gebäuderückseite stehen Stieleichen, Linden, Silberahorn, strukturbildend anzusprechen sind die meist Wege und Beete fassenden (heute durchgewachsenen) Hainbuchenhecken. Dem Flurstück 79a wurde später das Grundstück mit der Flurbuchnummer 259a angefügt, im Mai 1937 entwarf der Architekt Curt Schiemichen dafür ein Garagengebäude, das jedoch nicht zur Ausführung kam. Es folgten kurz darauf Pläne für ein Gästehaus mit Gewächshaus und Wasserbecken des Leutzscher Architekten Richard Müller. Weitere etwa acht Wochen später gelangten neue Pläne für einen Garagenbau zur Einreichung, die wiederum von Hänsel und Schilde stammten und bis Juli 1938 vom Baugeschäft Arno Müller ausgeführt wurden. Das Garagenhaus ist mit eindrucksvollem verschieferten Mansardwalmdach, Strukturputzfassade über Natursteinsockel sowie stehenden Fenstern mit beidseitigen hölzernen Klappläden erhalten. Für die Funktion eines noblen Gästehauses spricht die auffallend reiche Innengestaltung unter anderem mit Täfelung, ornamentierten Türen und Ausmalung. Brandstiftungen 2004 sowie unter Einsatz von Brandbeschleuniger 2017 beschädigten das Haus erheblich. Ein zu Jahresbeginn 1938 geplantes Projekt für ein aus drei Flügeln bestehendes großräumiges Gewächshaus, als Gegenüber des Palmenhauses gedacht, kam nicht zur Ausführung. Einem massiven neubarocken Pavillon waren Laubengänge und Nebenräume angegliedert. Als Holzkonstruktion hätten die beiden Gewächshäuser die Funktion von Verbindungsbauten übernommen: „In dem Gewächshaus sollen Pflanzen und Blumen herangezüchtet werden, welche zur Ausstattung der Betriebs- und Fabrikräume der Firma Becker & Co. Verwendung finden sollen“. Für das hervorstechende architektonische Gebäudeensemble mit Parkanlage ist ein baugeschichtlicher, gartenkünstlerischer und personengeschichtlicher Wert zu konstatieren. LfD/2017, 2018 | 09291952 |
| Direkt Bild zu diesem Denkmal hochladen | Villa mit Einfriedung, Hofpflasterung und Garten | Hans-Driesch-Straße 18 (Karte)                                                  | 1913–1914 (Villa) | reich gegliederte Putzfassade, Marmor- und Stuckausstattung, Windfangtür, Holzpaneele und Ausmalungen, Reformarchitektur, baugeschichtlich von Bedeutung Der Baumeister und „akademische Architekt“ Heinrich Mossdorf fertigte unter Mitarbeit von Queckenstedt Pläne eines Villenneubaus für den Besitzer der Flügel- und Piano-Mechaniken-Fabrik Hermann F. Flemming. Auf dem Eckgrundstück zur heutigen Paul-Michael-Straße entstand 1913/1914 ein verputzter Baukörper mit hohem steilem Dach. Die überdeckte Veranda wurde nach Entwurf des Architekten Hesse 1924 ergänzt. Reliefplatten, kleine Erker und Putzstrukturen der Reformarchitektur gliedern die Fassaden. Im Inneren waren neben Küche, Waschküche, Vorrats- bzw. Speisekammer auch eine Hausmannswohnung im Souterrain untergebracht, im Erdgeschoss vermittelte ein Windfang zur Diele, von der aus Empfangs-, Wohn- und Speisezimmer mit Anrichte zu erreichen waren. Gegen Norden lag eine Veranda mit Altan, vorgesehen waren auch zwei Garderoben und zwei Klosetts. Die Privaträume nahmen das Obergeschoss ein und unterm Dach sah der Architekt Mädchenkammer und Fremdenzimmer vor. Ebenfalls aus der Bauzeit stammen die überdurchschnittliche Einfriedung und das bossierte Pflaster der Einfahrt, das 1914 durch den Steinsetzmeister Otto Schwabach gelegt wurde. Das Grundstück besitzt eine hohe baugeschichtliche Bedeutung, zudem ist es städtebaulich von Interesse. LfD/2012, 2016 | 09291951 |
|                                         | Mietshaus in offener Bebauung, ehemals mit Postamt, mit Garten und Resten der Einfriedung | Hans-Driesch-Straße 24 (Karte)                                                  | 1898 (Post) | repräsentative Klinkerfassade, bemalte Traufbretter, Stuck- und Holzpaneele im Eingangsbereich, ortsgeschichtlich und baugeschichtlich von Bedeutung | 09291949 |
|                                         | Wohnhaus in halboffener Bebauung, mit seitlicher Einfriedung und Toreinfahrt | Hans-Driesch-Straße 34 (Karte)                                                  | im Kern um 1860 (Wohnhaus), 1882 (Wohnhaus)                                                                                  | ehemals mit Gaststätte, Putzfassade mit Mansarddach, Treppenhaus um 1900, ortsgeschichtlich von Bedeutung | 09292245 |
|                                         | Mietshaus in geschlossener Bebauung | Hans-Driesch-Straße 36 (Karte)                                                  | 1909 (Mietshaus) | Putzfassade, Stuckgliederung im Eingangsbereich, Reformarchitektur, baugeschichtlich von Bedeutung | 09292246 |
| Weitere Bilder                          | Mietshaus in halboffener Bebauung | Hans-Driesch-Straße 38 (Karte)                                                  | 1911 (Mietshaus) | Putzfassade, Wand- und Deckenstuck im Eingangsbereich, Reformarchitektur, baugeschichtlich von Bedeutung | 09292247 |
|                                         | Mietshaus in geschlossener Bebauung | Hans-Driesch-Straße 40 (Karte)                                                  | 1910 (Mietshaus) | mit Läden, Wand- und Deckenstuck im Eingangsbereich, Reformarchitektur, baugeschichtlich von Bedeutung | 09292248 |
|                                         | Schule (Hans-Driesch-Straße 41), mit alter und neuer Turnhalle (Hans-Driesch-Straße 43), Hofpflasterung, Vorgarten und Einfriedung zum Vorgarten und zum Schulhof | Hans-Driesch-Straße 41; 43 (Karte)                                              | 1881 (Schule), 1906 (Schulturnhalle)                                                                                         | zeittypische Putzfassade (vergleiche auch 57. Schule, Georg-Schwarz-Straße 113 / Sattelhofstraße 2), ortsgeschichtlich und baugeschichtlich von Bedeutung | 09291981 |
|                                         | Mietshaus in geschlossener Bebauung | Hans-Driesch-Straße 42 (Karte)                                                  | 1910 (Mietshaus) | Putzfassade, Wand- und Deckenstuck im Eingangsbereich, baugeschichtlich von Bedeutung | 09291982 |
|                                         | Mietshaus in geschlossener Bebauung | Hans-Driesch-Straße 44 (Karte)                                                  | 1898 (Mietshaus) | historisierende Putzfassade, Treppenhaus mit Schablonenmalerei, geschlossener Straßenzug, baugeschichtlich von Bedeutung | 09291983 |
| Weitere Bilder                          | Mehrfamilienhäuser einer Wohnanlage, mit Vorgarten an der Wohlgemuthstraße und Siedlungsgrün im Hof | Hans-Driesch-Straße 45; 47; 49; 51 (Karte)                                      | 1929–1931 (Mehrfamilienwohnhaus)                                                                                             | zeittypische Putzfassade, durch Erker und Loggien betont, siehe auch Benediktusstraße 2 und Wohlgemuthstraße 14, baugeschichtlich von Bedeutung, baugeschichtlich von Bedeutung | 09291985 |
|                                         | Mietshaus in geschlossener Bebauung | Hans-Driesch-Straße 46 (Karte)                                                  | um 1890 (Mietshaus) | historisierende Klinkerfassade, geschlossener Straßenzug, baugeschichtlich von Bedeutung | 09291984 |
|                                         | Mietshaus in geschlossener Bebauung | Hans-Driesch-Straße 48 (Karte)                                                  | um 1890 (Mietshaus) | historisierende Klinkerfassade, geschlossener Straßenzug, baugeschichtlich von Bedeutung | 09297836 |
|                                         | Mietshaus in geschlossener Bebauung | Hans-Driesch-Straße 50 (Karte)                                                  | um 1890 (Mietshaus) | historisierende Klinkerfassade, geschlossener Straßenzug, baugeschichtlich von Bedeutung | 09297837 |
|                                         | Mietshaus in geschlossener Bebauung und in Ecklage | Hans-Driesch-Straße 52 (Karte)                                                  | 1899–1900 (Mietshaus) | historisierende Klinkerfassade, geschlossener Straßenzug, baugeschichtlich von Bedeutung Am 23. Oktober 1900 wurde die Baugenehmigung, bereits am 5. Oktober die Ingebrauchnahme des markanten Eckwohngebäudes gestattet: als Bauherr ist Wilhelm Tischendorf aus Leutzsch bekannt, für die Vorlage der Zeichnungen Arthur Müller. Neben dem dreigeschossigen Mietshaus entstand ein Waschhaus und wurde eine Schweineschlächterei genehmigt. Während im Erdgeschoss eine Mietpartei und eine Wohnung mit Geschäftslokal an der Ecke vorgesehen waren kamen in den oberen Etagen jeweils drei Wohnungen zur Einrichtung. Ende 1990 erging der Antrag für den Umbau des Mehrfamilienhauses zu einem Hotel mit Sauna (Entwurf von Architekt Dipl.-Ing. Necati Dogan). Freundlich zeigt sich die komplett verklinkerte Fassade des Eckbaus zur Benediktussstraße, gegliedert durch Stockgesims, Fensterrahmungen aus Kunststein und bereichert Jugendstil-Stuckdekor die Fensterverdachungen der Beletage. Überaus wirkungsvoll ist der mit hohem Ziegeldach überfangene Aufsatz an der verbrochenen Ecke, eher störend wirken die grobschlächtigen Fenster sowie die großen Gauben des ausgebauten Dachgeschosses, die Hoffront ist verändert. Aufgrund seiner wirkungsvollen Ecklage und seiner Baugeschichte besitzt das Haus eine städtebauliche, ortsteilentwicklungsgeschichtliche und baugeschichtliche Bedeutung. LfD/2014, 2017 | 09291986 |
|                                         | Eingangstrakt einer Fabrik (Anschrift: Hans-Driesch-Straße 54) mit Werkhalle, Wasserturm und Drehscheibe des ehemaligen Betriebsgleises, weiterhin Mietshaus (Anschrift: Franz-Flemming-Straße 16) in offener Bebauung | Hans-Driesch-Straße 54 (Karte)                                                  | 1936, zum Teil älter (Fabrikhalle), 1904 (Mietshaus)                                                                         | Hauptgebäude Putzbau mit betonter Eingangsfassade, markanter, farbig gestalteter Wasserturm, Mietshaus mit Putzfassade im Reformstil, baugeschichtlich, technikhistorisch und ortsgeschichtlich von Bedeutung | 09291923 |
| Direkt Bild zu diesem Denkmal hochladen | Doppelmietshaus in geschlossener Bebauung, mit Vorgarten | Hans-Driesch-Straße 75; 77 (Karte)                                              | um 1915 (Doppelmietshaus) | Putzfassaden im Reformstil, Schablonenmalerei im Eingangsbereich, bleiverglaste Treppenhausfenster, baugeschichtlich von Bedeutung | 09297839 |
|                                         | Mietshaus in geschlossener Bebauung und in Ecklage mit Vorgarten an der Hans-Driesch-Straße | Hans-Driesch-Straße 79 (Karte)                                                  | um 1915 (Mietshaus) | ehemals mit Gaststätte »Zum Wasserturm«, Putzfassade im Reformstil, bleiverglaste Treppenhausfenster, Schablonenmalerei im Eingangsbereich, baugeschichtlich von Bedeutung | 09297840 |
|                                         | Mehrfamilienhäuser einer Wohnanlage, mit Vorgärten und seitlicher Einfriedung | Heimteichstraße 8; 10; 12 (Karte)                                               | 1927–1928 (Mehrfamilienwohnhaus)                                                                                             | Putzfassade mit Klinkergliederung, Anklänge an den Stil der Moderne, Hauseingang mit Bleiverglasung, siehe auch Heimteichstraße 14 und Pfingstweide 15, baugeschichtlich von Bedeutung Für die Errichtung des Gruppenwohnhauses in der damaligen Teichstraße 8–12 fertigte Architekt Walther R. Beyer die Zeichnungen, im Auftrag der Baugenossenschaft Leipzig-Lindenau eGmbH. Zunächst wurde der am 4. Februar 1927 eingereichte Vorentwurf abgelehnt und erst ein geänderter Bauplan Anfang August genehmigt. Zum 30. Mai 1928 datiert die Schlussprüfung. In jedem Haus kamen zwei Wohnungen zur Einrichtung mit drei Zimmern, Küche, Bad/WC, Flur und Balkon, in Nummer 12 befanden sich die Waschküche und eine Rollkammer. Gesimse und die Rhythmisierung der Fenster geben den Häusern ihr Gesicht, kräftig ausgebildet sind die Rahmungen um die Hauseingangstüren. Die Mittelachse betont ein aus der Flucht der breiten Fassade markant vortretender Treppenhausrisalit in Sichtklinkermauerwerk. Zum Erscheinungsbild tragen zudem die den Fassaden vorgelagerten Rasenflächen, Kantensteine, geschnittenen Hecken, die die Zugänge flankierenden Pappeln und Einfriedungen in Sichtklinker bei. Im Volksmund zum „Roten Ochsen“ gehörend, zeigt das Drillingshaus ein sehr repräsentatives Beispiel sozialen Wohnungsbaus zum Ende der 1920er Jahre, es besitzt einen baugeschichtlichen und ortsentwicklungsgeschichtlichen Wert. LfD/2014, 2017 | 09291994 |
| Direkt Bild zu diesem Denkmal hochladen | Mehrfamilienhäuser einer Wohnanlage, mit Vorgärten | Heimteichstraße 13; 15; 17; 19; 21; 23 (Karte)                                  | 1930 (Mehrfamilienwohnhaus)                                                                                                  | Putzfassade mit Klinkergliederung, im Stil der 1920er Jahre, siehe auch Blüthnerstraße 25–29, baugeschichtlich von Bedeutung | 09291990 |
| Direkt Bild zu diesem Denkmal hochladen | Mehrfamilienhaus einer Wohnanlage (mit Pfingstweide 15), mit Vorgarten und seitlicher Einfriedung | Heimteichstraße 14 (Karte)                                                      | 1927–1928 (Mehrfamilienwohnhaus)                                                                                             | Putzfassade mit Klinkergliederung, Anklänge an den Stil der Moderne, Hauseingang mit Bleiverglasung, siehe auch Pfingstweide 15 und Heimteichstraße 8–12, baugeschichtlich von Bedeutung | 09305262 |
|                                         | Einzeldenkmal der Sachgesamtheit Städtische Wohnanlage Hubert-Ritter-Siedlung (Obj. 09305261, Heimteichstraße 16–40): Mehrfamilienhäuser einer Wohnanlage und Torbogen zum Wohnblock Blüthnerstraße | Heimteichstraße 16; 18; 20; 22; 24 (Karte)                                      | 1925–1930 (Mehrfamilienwohnhaus)                                                                                             | Putzbauten mit Erkern im traditionalistischen Stil der 1920er Jahre, siehe auch Blüthnerstraße 11–13, Hellerstraße 1–9, Heimteichstraße 16–24 und Pfingstweide 10–16, städtebaulich und sozialgeschichtlich von Bedeutung | 09291989 |
| Direkt Bild zu diesem Denkmal hochladen | Sachgesamtheit Städtische Wohnanlage Hubert-Ritter-Siedlung Leutzsch, mit den Einzeldenkmalen: Mehrfamilienhäuser dreier Wohnanlagen und vier Torbögen zu den Innenhöfen – (Blüthnerstraße 11, 13, 15, 17, 19, 21, 23 – Obj. 09292250, Blüthnerstraße 14, 16, 18, 20 – Obj. 09292254, Gaußstraße 21, 23, 25, 27, 29, 31, 33 – Obj. 09292260, Heimteichstraße 26, 28, 30, 32, 32a – Obj. 09291992, Heimteichstraße 34, 36, 38, 40 – Obj. 09292259, Hellerstraße 1, 3, 5, 7, 9 – Obj. 09292249, Hellerstraße 19, 21, 23, 25, 27 – Obj. 09291997, Karl-Schurz-Straße 30 – Obj. 09301153, Karl-Schurz-Straße 17, 19, 21, 23 – Obj. 09292255, Karl-Schurz-Straße 22, 24, 26, 28, 30 – Obj. 09292258, Pfingstweide 10, 12, 14, 16 – Obj. 09292014 und Heimteichstraße 16, 18, 20, 22, 24 – Obj. 09291989) sowie Vorgärten und das Wohngrün dreier Blockinnenhöfe, zum Teil mit Baumreihen und Hofpflaster und als Sachgesamtheitsteile: drei Spielpavillons und Wäschestangen in den Innenhöfen | Heimteichstraße 16; 18; 20; 22; 24; 26; 28; 30; 32; 32a; 34; 36; 38; 40 (Karte) | 1925–1930 (Wohnanlage) | zwei Wohnanlagen, stilistisch einheitliche Putzbauten mit Erkern im traditionalistischen Stil der 1920er Jahre, die zweite Wohnanlage Putzbauten mit Klinkergliederung und Anklänge an den Stil der Moderne, städtebaulich und sozialgeschichtlich von Bedeutung | 09305261 |
| Direkt Bild zu diesem Denkmal hochladen | Einzeldenkmal der Sachgesamtheit Wohnanlage Gemeinnützige Baugenossenschaft Leipzig-Lindenau (Obj. 09305263, Karl-Schurz-Straße 25–39): Mehrfamilienhäuser einer Wohnanlage | Heimteichstraße 25; 27; 29; 31; 33 (Karte)                                      | 1927 (Mehrfamilienwohnhaus)                                                                                                  | Putzbauten im traditionalistischen Stil der 1920er Jahre, siehe auch Blüthnerstraße 22–30 und Karl-Schurz-Straße 25–39, städtebaulich und sozialgeschichtlich von Bedeutung | 09291991 |
| Direkt Bild zu diesem Denkmal hochladen | Einzeldenkmal der Sachgesamtheit Städtische Wohnanlage Hubert-Ritter-Siedlung (Obj. 09305261, Heimteichstraße 16–40): Mehrfamilienhäuser einer Wohnanlage | Heimteichstraße 26; 28; 30; 32; 32a (Karte)                                     | um 1930 (Mehrfamilienwohnhaus)                                                                                               | Putzbauten mit Klinkergliederung, Anklänge an den Stil der Moderne, bleiverglaste Treppenhausfenster, siehe auch Blüthnerstraße 14–20 und Karl-Schurz-Straße 17–23, städtebaulich und sozialgeschichtlich von Bedeutung | 09291992 |
| Direkt Bild zu diesem Denkmal hochladen | Einzeldenkmal der Sachgesamtheit Städtische Wohnanlage Hubert-Ritter-Siedlung (Obj. 09305261, Heimteichstraße 16–40): Mehrfamilienhäuser einer Wohnanlage und Torbogen zum Wohnblock Gaußstraße | Heimteichstraße 34; 36; 38; 40 (Karte)                                          | 1925–1930 (Mehrfamilienwohnhaus)                                                                                             | Putzbauten mit Erkern im traditionalistischen Stil der 1920er Jahre (Nummer 38/40), drei Häuser (Heimteichstraße 34/36 und Karl-Schurz-Straße 30) Putzbauten ohne Erker in stilistisch älterer Reformarchitektur, siehe auch Gaußstraße 21–33, Hellerstraße 19–27 und Karl-Schurz-Straße 22–30, städtebauliche und sozialgeschichtlich von Bedeutung | 09292259 |
| Direkt Bild zu diesem Denkmal hochladen | Mehrfamilienhäuser einer Wohnanlage, mit Vorgärten | Heimteichstraße 42; 44; 46; 48 (Karte)                                          | 1928–1929 (Wohnblock) | zeittypische Putzfassade mit ledergelber Klinkergliederung, baugeschichtlich von Bedeutung | 09291993 |
|                                         | Einzeldenkmal der Sachgesamtheit Städtische Wohnanlage Hubert-Ritter-Siedlung (Obj. 09305261, Heimteichstraße 16–40): Mehrfamilienhäuser einer Wohnanlage und Torbogen zum Wohnblock Blüthnerstraße | Hellerstraße 1; 3; 5; 7; 9 (Karte)                                              | 1925–1930 (Mehrfamilienwohnhaus)                                                                                             | Putzbauten mit Erkern im traditionalistischen Stil der 1920er Jahre, siehe auch Blüthnerstraße 11–23, Heimteichstraße 16–24 und Pfingstweide 10–16, städtebaulich und sozialgeschichtliche von Bedeutung, baugeschichtlich von Bedeutung | 09292249 |
| Direkt Bild zu diesem Denkmal hochladen | Einzeldenkmal der Sachgesamtheit Städtische Wohnanlage Hubert-Ritter-Siedlung (Obj. 09305261, Heimteichstraße 16–40): Mehrfamilienhäuser einer Wohnanlage und Torbogen zum Wohnblock Gaußstraße | Hellerstraße 19; 21; 23; 25; 27 (Karte)                                         | 1925–1930 (Mehrfamilienwohnhaus)                                                                                             | Putzbauten mit Erkern im traditionalistischen Stil der 1920er Jahre, siehe auch Gaußstraße 21–33, Heimteichstraße 34–40 und Karl Schurz-Straße 22–30, städtebaulich und sozialgeschichtlich von Bedeutung | 09291997 |
| Direkt Bild zu diesem Denkmal hochladen | Mehrfamilienhäuser einer Wohnanlage, mit Vorgärten und Einfriedung | Hellerstraße 29; 31; 33 (Karte)                                                 | 1927–1928 (Wohnblock) | Putzfassade im Art-Déco-Stil, baugeschichtlich von Bedeutung | 09291998 |
| Direkt Bild zu diesem Denkmal hochladen | Doppelmietshaus in offener Bebauung, mit Vorgarten | Hellerstraße 48; 50 (Karte)                                                     | 1949 (Doppelmietshaus) | schlichte Putzfassade im traditionalistischen Stil, als sogenannte Aktivistenwohnungen von besonderer Bedeutung für den Leipziger Wohnungsbau nach dem 2. Weltkrieg, ortsentwicklungsgeschichtlich von Bedeutung | 09263721 |
| Weitere Bilder                          | Fabrikantenvilla, mit seitlicher Toreinfahrt | Junghanßstraße 1 (Karte)                                                        | um 1890 (Fabrikantenvilla)                                                                                                   | Klinkerfassade, Haustür mit bleiverglastem Oberlicht, ehemals Teil eines Gießerei-Werksgeländes (Fabrikgebäude 2004 abgebrochen), baugeschichtlich und ortsgeschichtlich von Bedeutung | 09292000 |
|                                         | Mietshaus in geschlossener Bebauung | Junghanßstraße 20 (Karte)                                                       | bezeichnet 1912 (Mietshaus)                                                                                                  | Putzfassade, Reformarchitektur, baugeschichtlich von Bedeutung | 09292001 |
|                                         | Doppelmietshaus in geschlossener Bebauung | Junghanßstraße 22; 24 (Karte)                                                   | um 1910 (Doppelmietshaus) | Putzfassade zwischen Historismus und Reformarchitektur, Nummer 22 mit Treppenhausausmalung, Nummer 24 Holzpaneele und reiche Stuckgliederung im Eingangsbereich, baugeschichtlich von Bedeutung | 09290230 |
|                                         | Villa (ehemals Gartenhaus), mit Villengarten | Karl-Schurz-Straße 4 (Karte)                                                    | 1902 (Villa) | Sandsteinfassade mit Turm, in Gestalt einer Burganlage, als Gartenhaus zur Villa Rathenaustraße 17a für Dr. Hahn errichtet, gartenkünstlerisch, ortshistorisch und baugeschichtlich wertvoll | 09292045 |
| Direkt Bild zu diesem Denkmal hochladen | Wohnhaus in offener Bebauung, mit Garten und Einfriedung | Karl-Schurz-Straße 8 (Karte)                                                    | um 1930 (Wohnhaus) | zeittypische Putzfassade, baugeschichtlich von Bedeutung | 09297833 |
| Direkt Bild zu diesem Denkmal hochladen | Wohnhaus in offener Bebauung, mit Vorgarten und Einfriedung | Karl-Schurz-Straße 12 (Karte)                                                   | 1912 lt. Auskunft (Wohnhaus)                                                                                                 | Putzfassade mit Fachwerkelementen, teilweise bleiverglaste Fenster, im Heimatstil, baugeschichtlich von Bedeutung | 09292046 |
| Direkt Bild zu diesem Denkmal hochladen | Wohnhaus in offener Bebauung, mit Vorgarten | Karl-Schurz-Straße 14 (Karte)                                                   | 1910–1911 (Wohnhaus) | Putzfassade, im Innern Marmortreppe, Treppenhausfenster mit Resten farbiger Bleiverglasung, Traufkasten mit Bemalung, Reformarchitektur, baugeschichtlich von Bedeutung Als Bauherrin fungierte Fräulein Emmy Auguste Wilhelmine Schlimpert, die später den Fabrikanten Schlobach ehelichte, die Entwürfe lieferte der Leipziger Architekt und Baumeister Oscar Schade 1910. Im Folgejahr entstand der mietvillenartig anmutende Putzbau mit Mansardwalmdach als Schwesternwohnheim, das in den Jahren 1920–1922 seine Funktion verlor. Danach Einrichtung selbstständiger Wohnungen in den beiden Stockwerken und im Dachgeschoss. 1922 Ausführung eines Balkonanbaues durch Arthur Müller. Die Firma Schlobach war mit Geschäftssitz im Haus (damals Georg-König-Straße 14) tätig im Großhandel deutscher und ausländischer Holzdestillations-Erzeugnisse/Holz-Verkohlung. LfD/2007 | 09292047 |
|                                         | Einzeldenkmal der Sachgesamtheit Städtische Wohnanlage Hubert-Ritter-Siedlung (Obj. 09305261, Heimteichstraße 16–40): Mehrfamilienhäuser einer Wohnanlage | Karl-Schurz-Straße 17; 19; 21; 23 (Karte)                                       | um 1930 (Mehrfamilienwohnhaus)                                                                                               | Putzbauten mit Klinkergliederung, Anklänge an den Stil der Moderne, siehe auch Blüthnerstraße 14–20 und Heimteichstraße 26–32a, städtebaulich und sozialgeschichtlich von Bedeutung | 09292255 |
| Direkt Bild zu diesem Denkmal hochladen | Einzeldenkmal der Sachgesamtheit Städtische Wohnanlage Hubert-Ritter-Siedlung (Obj. 09305261, Heimteichstraße 16–40): Mehrfamilienhäuser einer Wohnanlage | Karl-Schurz-Straße 22; 24; 26; 28 (Karte)                                       | 1925–1930 (Mehrfamilienwohnhaus)                                                                                             | Putzbauten mit Erkern im traditionalistischen Stil der 1920er Jahre, siehe auch Gaußstraße 21–33, Hellerstraße 19–27, Heimteichstraße 34–40 und Karl-Schurz-Straße 30, städtebaulich und sozialgeschichtlich von Bedeutung | 09292258 |
| Weitere Bilder                          | Einzeldenkmal der Sachgesamtheit Wohnanlage Gemeinnützige Baugenossenschaft Leipzig-Lindenau (Obj. 09305263, Karl-Schurz-Straße 25–39): Mehrfamilienhäuser einer Wohnanlage | Karl-Schurz-Straße 25; 27; 29; 31; 33; 35; 37; 39 (Karte)                       | 1927 (Mehrfamilienwohnhaus)                                                                                                  | Putzbauten im traditionalistischen Stil der 1920er Jahre, siehe auch Blüthnerstraße 22–30 und Heimteichstraße 25–33, städtebaulich und sozialgeschichtlich von Bedeutung | 09292253 |
| Direkt Bild zu diesem Denkmal hochladen | Sachgesamtheit Wohnanlage Gemeinnützige Baugenossenschaft Leipzig-Lindenau, mit den Einzeldenkmalen: Mehrfamilienhäuser einer Wohnanlage (Blüthnerstraße 22, 24, 26, 28, 30 – Obj. 09292252, Heimteichstraße 25, 27, 29, 31, 33 – Obj. 09291991 und Karl-Schurz-Straße 25, 27, 29, 31, 33, 35, 37, 39 – Obj. 0929253) sowie Vorgärten und Wohngrün des Blockinnenhofes und mit dem Sachgesamtheitsteil: Einfriedung zwischen den Wohngebäuden an Blüthnerstraße und Karl-Schurz-Straße | Karl-Schurz-Straße 25; 27; 29; 31; 33; 35; 37; 39 (Karte)                       | 1927 (Wohnanlage) | Putzbauten im traditionalistischen Stil der 1920er Jahre, städtebaulich und sozialgeschichtlich von Bedeutung | 09305263 |
| Direkt Bild zu diesem Denkmal hochladen | Einzeldenkmal der Sachgesamtheit Städtische Wohnanlage Hubert-Ritter-Siedlung (Obj. 09305261, Heimteichstraße 16–40): Mehrfamilienhaus einer Wohnanlage | Karl-Schurz-Straße 30 (Karte)                                                   | 1925–1930 (Mehrfamilienwohnhaus)                                                                                             | Kopfbau der Wohnhauszeile Heimteichstraße 34–40, drei dieser Häuser (Heimteichstraße 34/36 und Karl-Schurz-Straße 30) Putzbauten ohne Erker in stilistisch älterer Reformarchitektur, siehe auch Gaußstraße 21–33, Heimteichstraße 34–40, Hellerstraße 19–27 und Karl-Schurz-Straße 22–28, städtebaulich und sozialgeschichtlich von Bedeutung | 09301153 |
|                                         | Doppelmietshaus (mit Georg-Schwarz-Straße 204) in halboffener Bebauung | Karl-Schurz-Straße 41 (Karte)                                                   | um 1905 (Hälfte eines Doppelmietshauses)                                                                                     | historisierende Putzfassade, baugeschichtlich von Bedeutung | 09299646 |
|                                         | Einzeldenkmal der Sachgesamtheit Wohnanlage Leutzsch des Bauvereins zur Beschaffung preiswerter Wohnungen (Obj. 09305608, Philipp-Reis-Straße 85–99): Mehrfamilienhäuser einer Wohnanlage | Karl-Schurz-Straße 58; 60; 62; 64; 66 (Karte)                                   | 1937 (Mehrfamilienwohnhaus)                                                                                                  | zeittypische Putzfassade der 1930er Jahre, geätzte Treppenhausfenster, siehe auch Gaußstraße 55 und Philipp-Reis-Straße 85–99, baugeschichtlich und sozialgeschichtlich von Bedeutung | 09292003 |
| Direkt Bild zu diesem Denkmal hochladen | Wohnhaus in offener Bebauung, mit Garten und Einfriedung | Kietzstraße 4 (Karte)                                                           | um 1925 (Wohnhaus) | Putzfassade, bleiverglaste Treppenhausfenster, baugeschichtlich von Bedeutung | 09292096 |
|                                         | Mietshaus in geschlossener Bebauung | Landwaisenhausstraße 2 (Karte)                                                  | um 1905 (Mietshaus) | historisierende Putzfassade, Treppenhaus mit Schablonenmalerei, Terrazzo, Holzpaneele, Stuck und Ausmalung mit Altleutzscher Motiven im Eingangsbereich, baugeschichtlich von Bedeutung | 09292004 |
|                                         | Mietshaus in geschlossener Bebauung | Landwaisenhausstraße 3 (Karte)                                                  | um 1895 (Mietshaus) | mit Hausdurchgang, Klinkerfassade, baugeschichtlich von Bedeutung | 09292005 |
|                                         | Mietshaus in geschlossener Bebauung (bauliche Einheit mit Landwaisenhausstraße 6) | Landwaisenhausstraße 4 (Karte)                                                  | um 1905 (Mietshaus) | Klinkerfassade, Treppenhausfenster mit farbiger Bleiverglasung, Stuck und Holzpaneele im Eingangsbereich, baugeschichtlich von Bedeutung | 09292007 |
|                                         | Mietshaus in geschlossener Bebauung | Landwaisenhausstraße 5 (Karte)                                                  | um 1895 (Mietshaus) | mit Hofdurchgang, ehemals mit Laden, Klinkerfassade, baugeschichtlich von Bedeutung | 09292006 |
|                                         | Mietshaus in geschlossener Bebauung (bauliche Einheit mit Landwaisenhausstraße 4) | Landwaisenhausstraße 6 (Karte)                                                  | um 1905 (Mietshaus) | Klinkerfassade, bleiverglaste Treppenhausfenster, Windfangtür und Stuck im Eingangsbereich, baugeschichtlich von Bedeutung | 09297838 |
|                                         | Mietshaus in geschlossener Bebauung | Landwaisenhausstraße 7 (Karte)                                                  | um 1895 (Mietshaus) | mit Hofdurchgang, Klinkerfassade, baugeschichtlich von Bedeutung | 09292008 |
|                                         | Mietshaus in geschlossener Bebauung | Landwaisenhausstraße 8 (Karte)                                                  | um 1900 (Mietshaus) | ehemals mit Laden, Klinkerfassade, Treppenhaus mit Art-Déco-Ausmalung, baugeschichtlich von Bedeutung | 09292009 |
|                                         | Mietshaus in geschlossener Bebauung und in Ecklage | Landwaisenhausstraße 9 (Karte)                                                  | um 1895 (Mietshaus) | mit Hofdurchgang, ehemals mit Eckladen, Klinkerfassade mit Eckerker, Deckenstuck im Hofdurchgang, baugeschichtlich von Bedeutung | 09292010 |
|                                         | Mietshaus in geschlossener Bebauung und in Ecklage | Landwaisenhausstraße 12 (Karte)                                                 | um 1910 (Mietshaus) | Putzfassade mit Kastenerkern und Eckbetonung, Stuckgliederung und Ausmalung mit Altleutzscher Motiven im Eingangsbereich, Reformarchitektur, baugeschichtlich von Bedeutung | 09292011 |